# 京浜急行バス

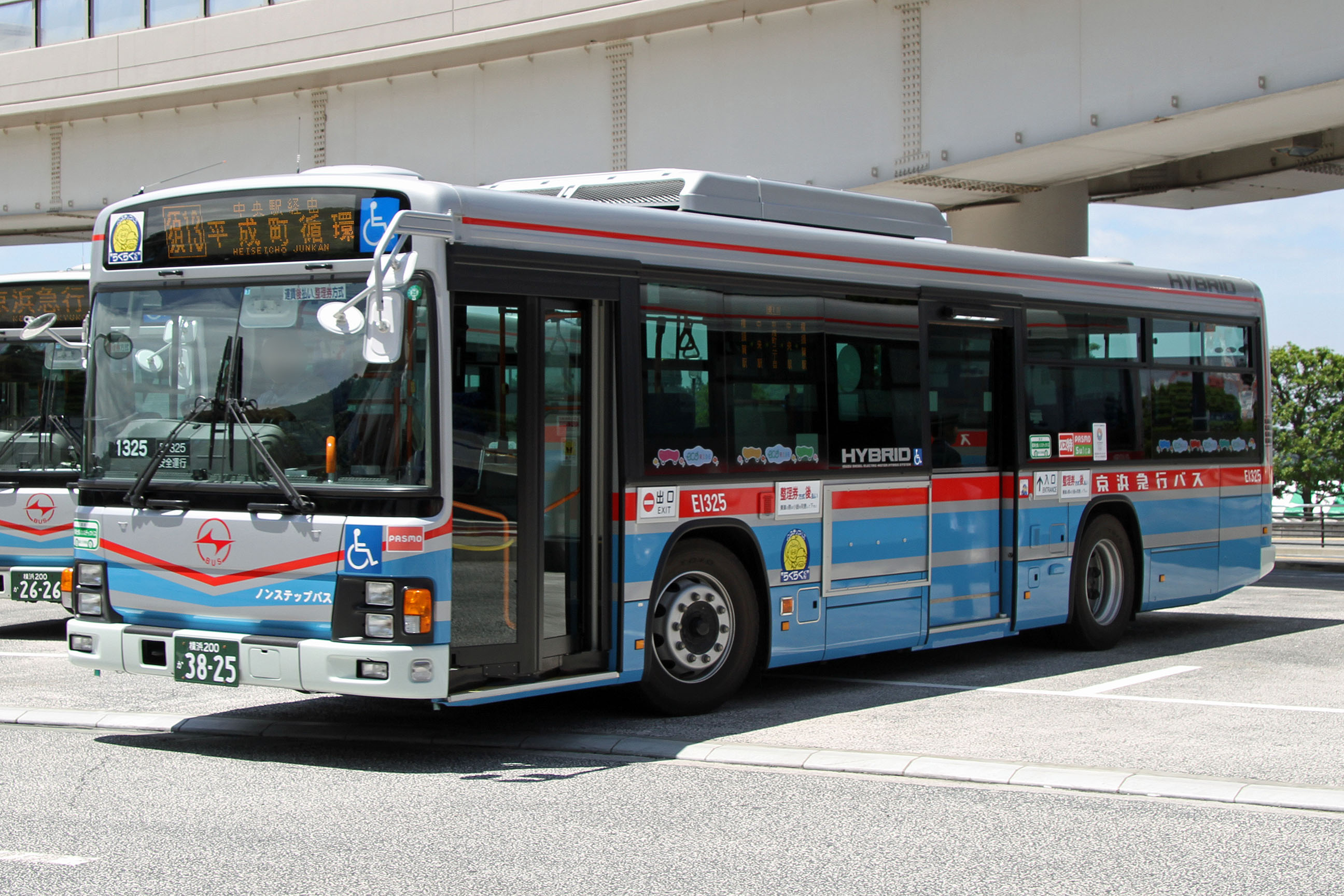
京浜急行バス 一般路線車 E1325

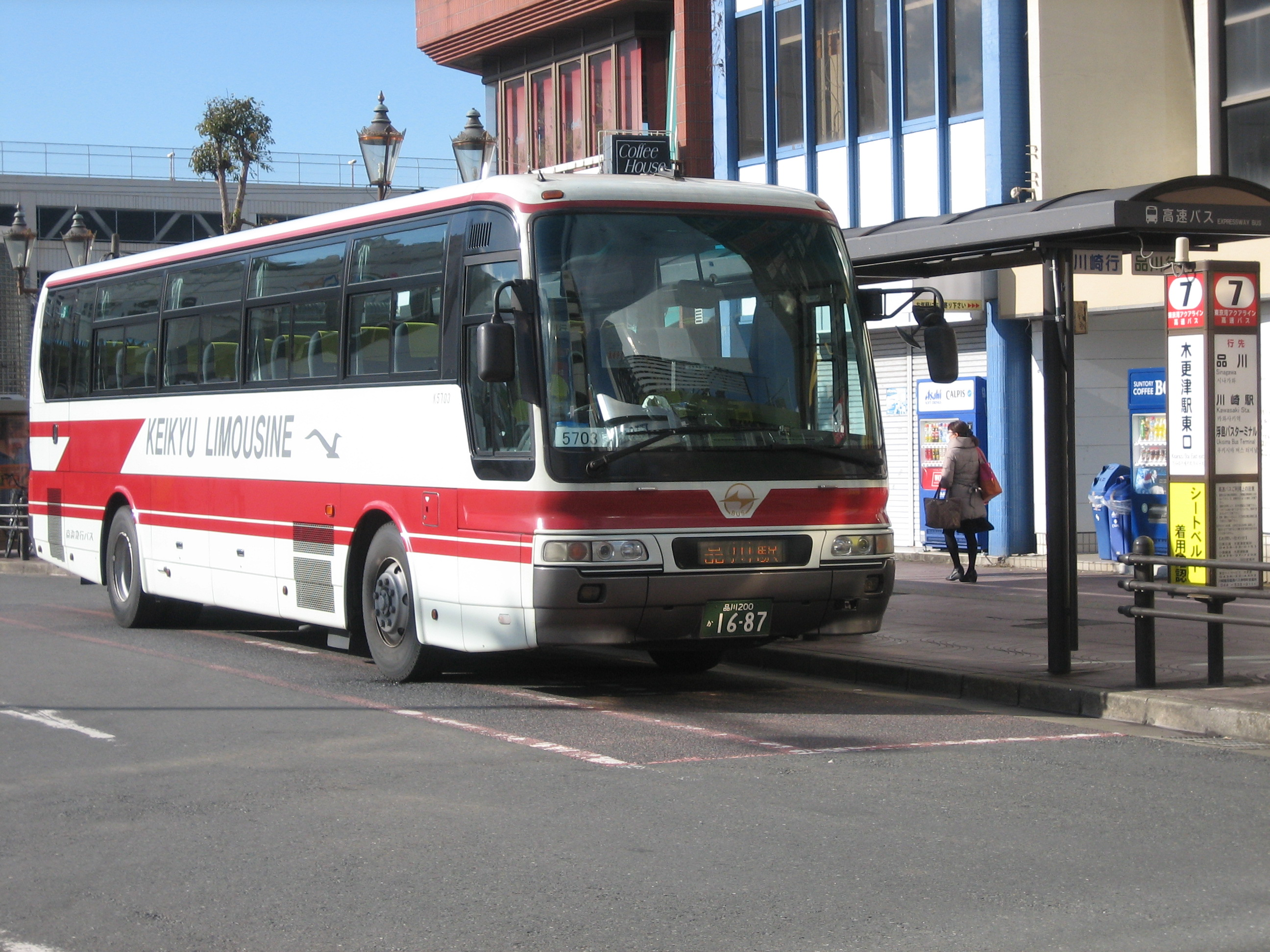
京浜急行バス 高速バス H5703

京浜急行バス株式会社（けいひんきゅうこうバス、英: Keihin Kyuko Bus Co., Ltd.）は、京急グループのバス事業者である。子会社の東洋観光と共に京浜急行バスグループを形成している。
京浜急行電鉄の完全子会社。京浜急行電鉄のバス事業部門の承継を目的として、2003年（平成15年）4月に設立され、同年10月1日に営業を開始した。
路線バスの営業範囲は、東京都南東部から神奈川県東部の三浦半島、城ヶ島にまでわたり、アクアライン経由路線や羽田空港のアクセスを担うリムジン路線も数多く運行している。

## 沿革
京浜急行バスは2003年に設立された会社であるが、ここでは前身の京浜急行電鉄、京浜電気鉄道のバス事業を含めて記述することとする。

### 京浜電気鉄道のバス事業
京浜急行電鉄の前身である京浜電気鉄道がバスの営業を始めたのは、1927年（昭和2年）8月27日のことである。最初の路線は八丁畷駅 - 川崎住宅地（現在の京町・平安町付近の自社開発住宅地）間であった。もともと京浜電気鉄道は1922年（大正11年）以来、自社の鉄道に沿った形での京浜間連絡をバスによっても行うべく、数度にわたり路線免許の申請を行っていたが、すでに高輪八ツ山 - 六郷橋間の旧国道（旧東海道）上には東京乗合自動車（通称青バス。現・都営バス）系列の京浜乗合自動車が1920年（大正9年）より運行しており、認可はなかなか下りなかった。そこで、まずは競合のない川崎市内において運行し、バスの営業実績を作ることを優先させたのである。

この頃、東京府内では鉄道沿線の大森町や蒲田町（どちらも現・大田区）から森ヶ崎鉱泉への足として人力車や乗合自動車を運行していた都南自動車商会と森ヶ崎人力自動車の競争が激化していた。京浜電気鉄道は国道線免許獲得への種蒔きを狙って両社間の調整に割って入り、1928年（昭和3年）11月24日、両社を統合した会社梅森自動車を誕生させる。翌1929年（昭和4年）に京浜間連絡の足がけとなる高輪 - 六郷間・新国道経由路線の認可をようやく得ることができ、同年10月29日より営業を開始した。

また、この年の12月28日には鉄道の大師線に並行する古家達三経営のつるや自動車商会による川崎駅 - 大師間の路線（1927年開業）を継承し、翌1930年（昭和5年）4月10日には穴守線に沿った蒲田 - 稲荷橋間にも路線を設けている。一方、京浜乗合自動車は1929年7月31日に親会社の東京乗合自動車に合併されており、旧国道上の路線も青バスの手で運行されていたが、1930年10月10日にはこの路線も京浜電気鉄道が譲り受け、この地域における営業基盤を確立した。

その後、国道線の横浜方面への拡張を進め、1932年（昭和7年）4月12日に生麦まで開業するも、その先は横浜市電と競合することから免許を得ることが出来なかった。このため、委託契約により横浜市の免許区間に乗り入れを行うという苦肉の策をとり、ようやく京浜間の連絡を果たすことができたのが同年10月1日のことであった。
以後、京浜電鉄バスは川崎・蒲田周辺を中心に路線拡充を図り、1933年（昭和8年）1月15日、蒲田乗合自動車を傘下に収めると、1935年（昭和10年）9月1日梅森自動車も正式に京浜傘下入りした。

蒲田乗合自動車は葉山俊太郎が1932年（昭和7年）12月12日に六郷町（六郷土手） - 古市場 - 道塚町間を開業し、京浜電気鉄道の傘下入り後の1933年（昭和8年）12月17日に株式会社を設立。翌1934年（昭和9年）2月17日正式に葉山から同社へ譲渡される。1935年（昭和10年）5月15日、葉山は代表者を辞任。代わりに6月1日に高柳勝治が代表者に就任するが、1939年（昭和14年）9月1日、梅森自動車に合併。梅森蒲田自動車となった。旧蒲田乗合自動車の路線は大東急成立およびその後の再編成を経てもそのまま東京急行電鉄の路線として残り、現在も一部が東急バスの手によって運行されている。
1941年（昭和16年）11月1日、京浜電気鉄道は湘南電気鉄道と湘南半島自動車を合併、横浜市杉田と鎌倉市を結ぶ線から南の三浦半島のバス路線をほぼ一元化した。以下、この2社のバス事業について触れる。

#### 湘南電気鉄道のバス事業
京浜電気鉄道は積極的に自社の鉄道沿線に路線網を確立していったのに対し、湘南電気鉄道は要となる鉄道の経営が不安定だったため、1931年に3月28日浦賀駅 - ペルリ提督記念公園間でバスの経営を始めてはいたものの、ごく小規模なものでしかなかった。そればかりか、沿線にバス事業者が乱立し、鉄道の乗客を奪われかねない状況であった。

その中で一大脅威となっていたのが横須賀自動車である。横須賀自動車は、横須賀市内におけるバス事業者の無益な競争を抑えるため、1925年（大正14年）7月6日に横須賀自動車商会（1913年（大正2年）10月浦賀横須賀間自動車が創業。1924年（大正13年）同社に譲渡）と横須賀市街自動車（1921年（大正10年）5月9日鈴木福松が設立）の2社の合併によって成立した会社で、路線は横須賀駅を起点に枇杷山下、堀ノ内方面などに伸びていた。その後、周辺事業者の買収や路線延長を進め、1926年（大正15年）9月1日には吉沢久蔵経営の路線（1922年（大正11年）1月設立の太平自動車が1924年（大正13年）12月に横須賀 - 浦賀間を吉沢に、逗子 - 林間を鈴木八五郎に譲渡して二分割された）を買収の上事業を吸収。1927年（昭和2年）10月三和自動車（横須賀駅 - 浦賀町芝生間。1922年（大正11年）石川忠勝が石川自動車部を創業。1927年（昭和2年）9月20日合資会社となり、同年11月3日に商号変更）を買収。同年12月には寿自動車部（逸見町 - 葉山町間。1923年（大正13年）10月開業）を吸収した。翌1928年（昭和3年）3月8日に半島自動車を設立して旧三和自動車の事業を移譲。また、同年9月には湘南乗合自動車（田浦 - 船越 - 逗子間。1924年（大正13年）10月2日設立）を買収して傘下に収めた。さらに、新たな競合相手の出現に対しことごとく買収攻勢をかけて併呑した。まず、1929年（昭和4年）大横浜横須賀自動車が小野道三郎の手により設立され、富岡 - 法塔・堀ノ内間の免許を得て開業準備を進めていたため、同年4月に一切を買収して事業を吸収し、路線を富岡まで延伸した。次いで脅威となっていた相模自動車合資会社（追浜 - 浦賀 - 三崎間。1929年（昭和4年）4月河野益吉が開業）について、同社が和氣善治の経営に移ったのを機に買収攻勢をかけ、1930年（昭和5年）4月に同社の事業を吸収。1931年（昭和6年）11月には湘南乗合自動車が相武自動車（現・神奈川中央交通）から逗子 - 六浦 - 金沢 - 杉田間を譲受した。そして傍系会社であった湘南乗合自動車、半島自動車を1932年（昭和7年）5月25日に合併するなど、湘南電気鉄道の沿線においてバス路線の統合を進めていた。
同社に対しては、京浜電気鉄道社長の望月軍四郎が1933年（昭和8年）に株式を取得し、11月19日に役員の改選を行って経営権を掌握した。その後、路線を法塔から衣笠まで延ばして衣笠公園への夜桜見物客を誘致し、1935年（昭和10年）5月31日には横浜乗合自動車（横浜駅 - 桜木町 - 磯子 - 杉田間。1928年（昭和3年）10月6日富士屋自働車資本が設立。横浜市電と競合し、横浜市からの買収交渉も価格面での折り合いが付かず頓挫していた）を合併。6月26日社名を湘南乗合自動車に改めるなどして発展を続けた。
この間、経営が軌道に乗り始めた湘南電気鉄道は、望月所有の株式を譲り受け、1936年（昭和11年）2月1日に湘南乗合自動車を合併し自社に自動車部を設置して事業を継承した。

#### 湘南半島自動車
湘南半島自動車は、現在の京浜急行バスのうち、鎌倉から三浦半島（主に相模湾側）にかけての路線の基礎を築いた事業者である。この地域には1918年（大正7年）頃、乗合馬車経営者の嘉山元次郎が長井自動車を設立して横須賀駅 - 長井村間の運行を開始。同じ頃新倉豊司が逗子駅 - 林間の運行を始め、1922年（大正11年）には太平自動車が新倉と同じ区間で運行を開始したが、この路線は1924年（大正13年）12月に鈴木八五郎に譲渡されており、翌1925年（大正14年）7月鈴木を中心に新倉と長井自動車が合流して三浦半島一周自動車が設立された。

一方、京浜電気鉄道は1930年（昭和5年）三浦半島でバス事業を開始するにあたり、同年4月16日に鈴木より三浦半島一周自動車を買収し、5月1日から望月伝次郎の個人経営として半島一周自動車運輸商会の名のもとで逗子駅 - 林 - 長井 - 三崎町海南間、横須賀駅 - 衣笠 - 林 - 長井 - 三崎町間の営業を開始した。その後、京浜電気鉄道は1936年（昭和11年）6月25日半島自動車（前記の横須賀自動車の傍系会社とは異なる）を設立し、同年9月25日に半島一周自動車運輸商会の事業一切を継承したほか、1931年（昭和6年）1月15日には三崎に本拠を置き、完全に半島一周自動車運輸商会と路線が競合していた臨海自動車（三崎町 - 引橋 - 長井 - 林 - 衣笠 - 横須賀駅間、三崎町 - 引橋 - 浦賀駅間。1921年（大正10年）頃、三井物産出身の中原安太郎を中心に同じ三井物産の出身者である梁瀬長太郎（ヤナセ創業者）を代表者とした梁瀬自動車として事業を開始。1924年（大正13年）12月13日中原が会社を設立して継承）を買収。また1935年（昭和10年）8月1日には鎌倉周辺で営業していた鎌倉乗合自動車（1930年（昭和5年）5月29日設立）を買収と、次々と同地域の事業者を系列化に収めていくこととなる。1938年（昭和13年）1月1日に半島自動車と臨海自動車、鎌倉乗合自動車の3社はそれぞれが解散し、各事業を継承すべく新たに湘南半島自動車が設立された。

同社はその後、1940年（昭和15年）11月1日に湘南半島自動車と同じ三崎町 - 引橋 - 長井 - 林 - 衣笠 - 横須賀駅間、三崎町 - 引橋 - 浦賀駅間で営業し、競合していた三浦自動車を合併、翌1941年（昭和16年）5月1日には日本自動車道を合併して両者の路線を継承した。
三浦自動車は1921年（大正10年）6月20日に当時三崎町長だった宮川長五郞が実際の中心となるが、表向きは長田豊三郎が代表者となって設立された地元資本の会社で、設立時に平本兼吉より三崎町 - 横須賀駅間の路線を継承していた。続いて同社は三崎町 - 浦賀間を開業し、東京資本の臨海自動車、長井から三崎に南進した三浦半島一周自動車と三つ巴の競争を行っていた。1939年（昭和14年）11月23日に湘南電気鉄道に買収された。
日本自動車道は1928年（昭和3年）7月27日の設立で、大船 - 江ノ島口間の自動車専用道路の建設を行い、鎌倉山の分譲住宅地の開発も手がけていた。1930年（昭和5年）5月16日江ノ島電気鉄道（江ノ電）の出資を受け新たに同名の会社が設立され、旧社の事業を継承したが、これは日本自動車道の中心人物である菅原通済が江ノ電の主要株主となり、また同社の常務取締役に就任したことにより、両社が競合関係から兄弟関係に変化したためである。同年8月24日に自動車専用道路が開通したが、10月30日に江ノ電は日本自動車道の持ち株全てを放出し、日本自動車道と江ノ電との資本関係は無くなった。1931年（昭和6年）に7月4日大船駅 - 江ノ島口間の乗合バスを開業。のち同年中に鎌倉山 - 大仏前間、および鎌倉駅周辺に路線を延伸。江ノ島鎌倉遊覧自動車の事業も買収の上継承している。1938年（昭和13年）7月21日に京浜電気鉄道の傘下に入った。なお、湘南半島自動車と日本自動車道の合併は、鎌倉周辺における交通統制を図るため、両社に江ノ島電気鉄道（現・江ノ電バス）、東海道乗合自動車（現・神奈川中央交通）を加えた4社の合併を前提に議論されたが、京浜電気鉄道が猛反発したため実現に至らず2社にとどまったものである。

## 年譜

### 京浜電気鉄道時代
- 1927年（昭和2年）8月27日：京浜電気鉄道、川崎住宅地線（八丁畷駅 - 京町）を開業。
- 1929年（昭和4年）
  - 10月29日：京浜電気鉄道、高輪 - 六郷土手間（新国道、現在の国道15号経由）を開通。
  - 12月28日：京浜電気鉄道、つるや自動車商会（古家達三経営）の川崎駅 - 大師間を買収。
- 1930年（昭和5年）
  - 4月1日：京浜電気鉄道、三浦半島一周自動車（鈴木八五郎経営、1925年7月設立。逗子駅 - 三崎海南間・林 - 横須賀逸見・三崎海南 - 横須賀逸見間他）を買収。半島一周自動車運輸商会と改称。
  - 10月10日：京浜電気鉄道、東京乗合自動車より高輪 - 六郷間（旧国道経由）を買収。
- 1931年（昭和6年）1月15日：京浜電気鉄道、臨海自動車（ヤナセ創始者の梁瀬長太郎が1921年に創業。三崎 - 横須賀逸見間・三崎 - 浦賀田中間）を傘下に収める。
- 1932年（昭和7年）
  - 4月12日：京浜電気鉄道、六郷 - 生麦間を開通。
  - 10月1日：京浜電気鉄道が横浜市と委託契約を結び、生麦 - 横浜駅間を横浜市営バスとして乗り入れ。
- 1933年（昭和8年）
  - 1月15日：京浜電気鉄道、葉山俊太郎のバス事業（1929年開業。六郷土手 - 蒲田駅間。12月17日蒲田乗合自動車に改組。現在は東急バス路線）を傘下に収める。
  - 11月19日：望月軍四郎（京浜電気鉄道社長）、横須賀自動車（1925年7月6日設立。横須賀 - 三崎間・横須賀 - 六浦荘間・杉田 - 逗子間他）を買収。
- 1935年（昭和10年）
  - 5月31日：横須賀自動車、横浜乗合自動車（1928年9月23日設立。富士屋自働車経営。横浜駅 - 杉田間）を合併。
  - 6月26日：横須賀自動車、湘南乗合自動車に改称。
  - 8月1日：京浜電気鉄道、鎌倉乗合自動車（1930年5月29日設立。鎌倉駅 - 大船駅間・鎌倉駅 - 逗子間）を傘下に収める。
  - 9月1日：京浜電気鉄道、梅森自動車（1928年11月24日設立。森ヶ崎 - 蒲田駅間）を傘下におさめる。
- 1936年（昭和11年）
  - 2月1日：湘南電気鉄道、湘南乗合自動車を合併。
  - 9月25日：半島一周運輸商会、半島自動車（1936年6月25日設立）に事業譲渡。
- 1938年（昭和13年）
  - 1月1日：半島自動車、臨海自動車、鎌倉乗合自動車が合併。湘南半島自動車が成立。
  - 4月2日：陸上交通事業調整法が公布。
  - 7月1日：京浜電気鉄道、日本自動車道（1930年5月16日設立。大船駅 - 江ノ島口間・鎌倉駅 - 大仏間他）を傘下に収める。
- 1939年（昭和14年）
  - 9月1日：梅森自動車と蒲田乗合自動車が合併し、梅森蒲田自動車が成立。
  - 11月1日：湘南電気鉄道、三浦自動車（1921年6月20日設立。三崎 - 横須賀逸見間・三崎 - 浦賀間）を傘下に収める。
- 1940年（昭和15年）11月1日：湘南半島自動車、三浦自動車を合併。
- 1941年（昭和16年）
  - 5月1日：湘南半島自動車、日本自動車道を合併。
  - 11月14日：陸運統制令が公布。
  - 11月1日：京浜電気鉄道、湘南電気鉄道および湘南半島自動車を合併。
- 1942年（昭和17年）
  - 5月1日：京浜電気鉄道、小田急電鉄と共に東京横浜電鉄に合併し、東京急行電鉄（大東急）が成立。
  - 12月1日：梅森蒲田自動車、東京急行電鉄に事業を譲渡して解散。
- 1945年（昭和20年）8月15日：終戦を迎える。
- 1947年（昭和22年）8月16日：横浜市と臨時運転契約を締結し、休止中の横浜駅 - 杉田間を横浜市営バスが代行。

### 京浜急行電鉄時代
- 1948年（昭和23年）6月1日：京浜急行電鉄が発足、自動車部は7営業所・車両173台で営業開始[6]。
  - 東京急行電鉄（大東急）からの分離独立に伴い、以下のバス路線を承継。
    - 旧京浜電気鉄道のバス路線（旧湘南電気鉄道、湘南半島自動車のバス路線を含む）
    - 旧梅森蒲田自動車のバス路線のうち、旧梅森自動車の路線
    - 旧東京横浜電鉄のバス路線のうち、旧大森乗合自動車の路線（大森駅 - 梅屋敷通間）
- 1949年（昭和24年）
  - 2月1日：都営バスと相互乗り入れにより、東京駅八重洲口 - 川崎駅の路線バスを運行開始[6]。
  - 2月1日：横浜 - 三崎の急行バスを運行開始[6]。
- 1950年（昭和25年）
  - 2月20日：葉山観光自動車（1949年5月、葉山 - 逗子間を開業）を傘下に収める。
  - 5月15日：大森駅と蒲田駅から東京飛行場へのバスを運行開始[6]。
  - 7月1日：貸切バス事業を開始[6]。
- 1951年（昭和26年）10月1日：特定バス事業を開始[6]、日本航空の契約輸送を開始する[6]。
- 1952年（昭和27年）
  - 8月21日：東京駅 - 鎌倉 - 三崎の急行バスを運行開始[6]。
  - 12月9日：休止中の川崎住宅線などが廃止許可される。
- 1953年（昭和28年）2月18日：東洋観光が会社設立[6]。
- 1954年（昭和29年）7月25日：三浦半島一周定期遊覧バス「さざなみ号」を運行開始[6]。
- 1955年（昭和30年）7月30日：東洋観光が京浜急行電鉄の関連会社となる[6]。
- 1958年（昭和33年）2月21日：日本観光興業が会社設立[6]。
- 1959年（昭和34年）8月：日本観光興業が京浜急行電鉄の関連会社となる[6]。
- 1960年（昭和35年）4月20日：城ヶ島大橋の開通に伴い、バス乗り入れを開始[6]。
- 1961年（昭和36年）
  - 11月11日：羽田空港駅 - 空港ターミナル間で、ワンマンバスの運行を開始[6]。
  - 12月30日：長野・仙台方面へ「郷土（ふるさと）訪問バス」の運行を開始[6]。高速バス運行の端緒となる。
- 1963年（昭和38年）12月26日：冬季帰郷バスの運行を開始[6]。
- 1964年（昭和39年）
  - 4月20日：一般路線バス10路線でワンマンバス運行開始（田浦駅 - 追浜駅線ほか）[6]。
  - 8月12日：夏季帰郷バスの運行を開始[6]。
- 1965年（昭和40年）8月25日：羽田空港 - 東京駅間（首都高速1号線経由）の急行バスを運行開始[6]。空港リムジンバス運行の端緒となる。
- 1968年（昭和43年）12月21日：羽田空港 - 横浜駅間（首都高速1号羽田線経由）でワンマンバスを運行開始[6]。
- 1970年（昭和45年）10月1日：三浦交通（1954年11月、葉山観光自動車を改称）のバス事業を承継[6]。
- 1971年（昭和46年）：京浜急行では初となるの貸切サロンバス2台を新製導入[6]。
- 1973年（昭和48年） 
  - 3月19日：大森営業所に低床バスを導入し使用開始[6]。
  - 5月14日：テープによる車内放送を衣笠営業所・三崎営業所で開始[6]。
- 1974年（昭和49年）
  - 2月1日：テープによる車内放送装置をワンマンバス全車両に設置[6]。
  - 11月1日：東京 - 三浦半島周遊の定期観光バス「みうら号」を高速道路経由に変更し「ブルーライン号」に改称。
- 1976年（昭和51年）
  - 3月30日：羽田空港 - 横浜駅の急行バスに冷房車を導入[6]。
  - 7月5日：ワンマンバスに優先席を設置[6]。
- 1978年（昭和53年）
  - 6月16日：追浜営業所を新設。バス運賃自動精算装置を導入[6]。
  - 7月25日：一般路線バスで冷房車を運行開始[6]。
- 1979年（昭和54年）
  - 12月3日 - 横浜シティ・エア・ターミナル（YCAT、初代）がポートサイド地区に開業。横浜駅から1km程度離れていた。
  - 12月4日：YCAT - 新東京国際空港間で旅客限定バスを運行開始[6]。
- 1980年（昭和55年）5月11日：横浜駅東口 - YCAT直行バスを運行開始[6]。
- 1983年（昭和58年）4月1日：路線バスに日本初となる両引戸中扉「スーパーワイドドア」車を導入[6]（車両の詳細は#特徴的な仕様節を参照）。
- 1986年（昭和61年）
  - 11月12日：関東初の試作ノンステップバスを導入、横浜駅 - YCAT間で運行開始[6]（車両の詳細は#特徴的な仕様節を参照）。
  - 12月26日：京急初の夜行高速バス「ノクターン号」を、弘南バスとの共同運行で運行開始[6]。
- 1987年（昭和62年）
  - 4月18日：羽田空港 - 川崎駅東口の直行バスを運行開始[6]（空51系統）。空港リムジン専用車を使用。
  - 5月28日：能見台車庫が完成[6]。
  - 9月28日：豪華貸切バス車両「エグゼクティブ･サルーン」を新製導入[6]。
  - 10月5日：深夜バスを運行開始[6]。上大岡駅 - 南高校前間を皮切りに路線を順次拡大する[6]。
- 1988年（昭和63年）
  - 5月17日：夜行高速バス「キャメル号」を運行開始[6]。
  - 11月20日：高速バス座席予約システムの運用を開始[6]。
- 1989年（平成元年）
  - 1月15日：品川バスターミナルが完成し供用開始[6]。
  - 3月20日：夜行高速バス「ラメール号」を運行開始[6]。
  - 3月25日 - 10月1日：横浜博覧会が開催。横浜駅西口 - 会場ゴンドラゲートを結ぶシャトルバスの運行を担当（A7905車）[7]。
  - 5月2日：夜行高速バス「アンカー号」を運行開始[6]。
  - 7月1日：夜行高速バス「ラ・フォーレ号」を運行開始[6]。
  - 7月8日：夜行高速バス「ビーム・1」を運行開始[6]。
  - 7月14日：夜行高速バス「パイレーツ号」「エディ号」を運行開始[6]。
  - 9月9日：横浜駅と羽田空港から東京ディズニーランドへの旅客限定バスを運行開始[6]。
  - 9月27日：夜行高速バス「いが号」を運行開始
  - 11月27日：新橋駅発の深夜急行バスを運行開始[6]。
- 1990年（平成2年）
  - 3月22日：夜行高速バス「ルブラン号」を運行開始[6]。
  - 12月14日：横浜駅発の深夜急行バスを運行開始[6]。
  - 12月20日：夜行高速バス「ベイブリッジ号」を運行開始[6]。
- 1991年（平成3年）
  - 1月16日：鎌倉営業所で女性バス運転士を採用[6]。
  - 8月11日：夜行高速バス「シルフィード号」を運行開始[6]。
- 1992年（平成4年）
  - 6月19日：夜行高速バス「マリーン号」を運行開始[6]。
  - 11月28日：鎌倉営業所にレトロバス「京急りんどう号」を2台導入し運行開始[6]。
- 1993年（平成5年）
  - 4月24日：夜行高速バス「萩エクスプレス」を運行開始[6]。
  - 11月2日：夜行高速バス「アルバ号」を運行開始[6]。
- 1994年（平成6年）
  - 10月1日：大森営業所・横浜営業所管内でバス共通カードの利用を開始[6]。
  - 11月1日：横浜営業所を新築し移転する[6]。
  - 12月22日：羽田営業所京浜島車庫を新設[6]。
- 1995年（平成7年）
  - 3月6日：ハイブリッドバスを導入、羽田営業所と能見台車庫に新製配置[6]。
  - 3月20日：車椅子用リフトバスを1台導入、大森営業所に新製配置[6]。
  - 8月1日：横須賀市無料福祉バス「いきいきルシア号」を市内5コースで運行開始[6]。
  - 8月10日：この年の夏便をもって帰郷バスが運行終了[6]。
  - 10月16日：鎌倉営業所で京急初のデマンドバス「京急ポニー号」を運行開始[6]。日野・リエッセの路線バスへの初導入例となる（詳細は京浜急行バス鎌倉営業所#京急ポニー号を参照）。
- 1996年（平成7年）
  - 4月1日：横須賀市のイラストバス「京急アメリカンバス」3台が運行開始[6]。
  - 5月15日：上大岡駅前再開発事業により完成したビル「ゆめおおおか」にバスターミナルが開業[6]。
  - 9月20日：横浜駅東口に2代目横浜スカイビルが完成、横浜シティ･エア･ターミナルが移転開業[6]。
  - 10月31日：夜行高速バス「ノクターン号」運行開始10周年を記念してイベントを開催[6]。
- 1997年（平成8年）
  - 11月1日：夜行高速バス「いが号」「アンカー号」路線休止（翌1998年廃止）[6]。
  - 12月18日：東京湾アクアラインが開通。
  - 12月19日：川崎駅・横浜駅・羽田空港から木更津駅間の「アクアラインバス」を運行開始[6]。
- 1998年（平成9年）
  - 2月25日：京急創立100周年を迎える[6]（1898年2月25日の大師電気鉄道設立から数える）。
  - 3月16日：京浜島車庫を京浜島営業所に格上げ[6]。観光バスセンターを廃止[6]。
  - 4月1日：京浜急行電鉄と川崎鶴見臨港バスの貸切バス事業を日本観光興業へ移管し、同社は京急観光バスへ社名変更[6]。東京営業所を羽田に開設。
  - 4月5日：明石海峡大橋が開通。夜行高速バス「エディ号」を神戸淡路鳴門道経由に変更[6]。
  - 7月1日：使用済み「京急バスカード」を集めると額面1,000円の「プレゼントカード」がもらえるサービスを開始[6]。プレゼントカードには京急りんどう号の写真入り柄があった。

### 京浜急行バス設立後
- 1999年（平成11年）
  - 4月1日：最初の分離子会社として京急バス株式会社を設立[6]。
  - 10月1日：京急バス株式会社へ羽田空港 - 蒲田駅などの路線を移管、京急バス株式会社が営業開始[6]。
- 2000年（平成12年）12月26日
  - 横浜京急バス株式会社を設立[6]。
  - 横須賀京急バス株式会社を設立[6]。
- 2001年（平成13年）6月1日
  - 横浜京急バス株式会社へ上大岡駅 - 森が丘循環などの路線を移管、横浜京急バスが営業開始[6]。
  - 横須賀京急バス株式会社へ横須賀駅 - 観音崎などの路線を移管、横須賀京急バスが営業開始[6]。
- 2003年（平成15年）
  - 3月20日：京急バス株式会社、羽田京急バス株式会社に商号変更[6]。
  - 4月10日：京浜急行バス株式会社を設立[6]。京浜急行電鉄の子会社（バス事業管理統括会社）として設立された[8]。
  - 10月1日：京浜急行電鉄のバス事業を会社分割し、京浜急行バスが事業承継して営業開始[6]。
- 2005年（平成17年）9月16日：横浜京急バス能見台営業所を開設、能見台駅・京急富岡駅発着の路線を能見台営業所へ移管。
- 2006年（平成18年）6月1日：横須賀京急バス、湘南京急バス株式会社に商号変更[6]（鎌倉営業所を設立したため）。
- 2007年（平成19年）3月18日：PASMOサービス開始と同時に、一部営業所で導入開始。
- 2008年（平成20年）3月15日：京急観光バスがバス事業から撤退。
- 2009年（平成21年）3月31日：京急バスカードの販売を終了（それ以降は引き続き通用可能だが、無手数料による払戻を実施する）[9]。
- 2010年（平成22年）7月31日：バス共通カードの取り扱いを終了。
- 2012年（平成24年）
  - 3月31日：横須賀市無料福祉バス「いきいきルシア号」が廃止[10]。
  - 11月30日：この日の出発をもって羽田営業所を閉鎖。
- 2013年（平成25年）3月23日：PASMO、Suicaなど交通系ICカード全国相互利用サービス開始。
- 2018年（平成30年）4月1日：京浜急行バスが羽田京急バス・横浜京急バス・湘南京急バスを吸収合併。3社配下の営業所が本体に復帰、3社への運行委託をすべて解除。同時に羽田営業所が再設置される[11]。
- 2019年（令和元年）9月17日：本社を横浜みなとみらい地区の京急グループ本社へ移転[12]。
- 2021年（令和3年）
  - 3月16日：夜行高速バスの運行から撤退[13]。
  - 5月16日：久里浜営業所を池田町から長瀬に移転。
- 2022年（令和4年）3月12日：堀内営業所を閉鎖。

## 子会社
京浜急行バスの子会社として、東洋観光株式会社（本社：神奈川県横須賀市）がある。かつては分離子会社の羽田京急バス・横浜京急バス・湘南京急バスの3社と、バス事業を撤退した京急観光バスを子会社とし、合計6社で京浜急行バスグループを形成していた。

なお、川崎鶴見臨港バスは京浜急行電鉄の完全子会社ではあるが、設立時の事情から当社傘下の「京浜急行バスグループ」ではない。

### 過去の子会社
- 京急観光バス株式会社
  - 本社所在地：神奈川県横浜市鶴見区鶴見中央二丁目16番24号
  - 2008年にバス事業撤退。2016年に「京急バスリアルエステート株式会社」へ商号変更。

#### 分離子会社の発足と再統合
かつては以下の分離子会社が存在したが、3社とも2018年4月1日付で京浜急行バスに吸収合併され、解散した。
1. 羽田京急バス株式会社（京急バス株式会社から商号変更）
東京営業所（記号：NH）
2. 横浜京急バス株式会社
杉田営業所（記号：NY）
能見台営業所（記号：NN）
追浜営業所（記号：NA）
3. 湘南京急バス株式会社（横須賀京急バスから商号変更）
堀内営業所（記号：NB）
鎌倉営業所（記号：NC）

分離子会社が設立された直後は、京浜急行電鉄直営であった路線バス部門を、最終的には羽田京急バス・横浜京急バス・湘南京急バスへ移管し、京浜急行バスはこれらの管理統括会社（持株会社）となるという、東武鉄道（東武バス）が取ったのと同一の手法を採用する予定であった。
しかし実際は、子会社3社からも京浜急行バス本体への乗務員登用制度があり、推薦された乗務員が本体へ転籍しており、完全移管はかなりの時間を要するとみられていた。さらにその後、運転手不足や管理部門の重複などの非効率を理由として、一般路線の子会社への完全分離は不可能との判断がなされた。
2017年10月20日、京浜急行バスは「グループ運営の簡素化による業務効率の向上および内部統制と営業力の強化」を目的として、分離子会社3社の吸収合併を発表。分離子会社3社は、2018年（平成30年）4月1日付で京浜急行バスへ吸収合併されて解散、消滅会社となった。

## 営業所
営業所は都内に2箇所、神奈川県に9箇所の計11箇所ある。このうち新子安営業所は主に空港リムジンや高速路線を担当し、その他の営業所は主に一般路線を担当する。所属車両の判別等のため、営業所ごとに英字の略記号が設けられている。
ここでは、京浜急行バスの前身各社および子会社だった羽田京急バス・横浜京急バス・湘南京急バスについてもあわせて触れることにする。

### 現行営業所
- 大森営業所（記号：M、ナンバー：品川）
- 羽田営業所（記号：H、ナンバー：品川）
- 新子安営業所（記号：J、ナンバー：横浜）
- 杉田営業所（記号：Y、ナンバー：横浜）
- 能見台営業所（記号：N、ナンバー：横浜）
- 追浜営業所（記号：A、ナンバー：横浜）
- 鎌倉営業所（記号：C、ナンバー：横浜）
- 逗子営業所（記号：D、ナンバー：横浜）
- 衣笠営業所（記号：E、ナンバー：横浜）
- 久里浜営業所（記号：F、ナンバー：横浜）
- 三崎営業所（記号：G、ナンバー：横浜）

### 営業所の変遷

#### 大東急時代
戦前、1941年（昭和16年）頃の営業所は、京浜電気鉄道の品川・雑色・川崎、湘南電気鉄道の横浜・田浦・平坂・衣笠・堀之内・浦賀、湘南半島自動車の逗子・三崎・鎌倉・大船の計13箇所に、梅森蒲田自動車本社を加えた14カ所であった。東京急行電鉄成立しばらくは営業所の配置は変わらなかったが、1942年（昭和17年）までに品川営業所が高輪営業所に変更されている。なお梅森蒲田自動車は同年中に遅れて東急に合併し、同社の機構は雑色営業所に吸収された。
1943年（昭和18年）には、横浜営業所を杉田営業所に、雑色営業所を蒲田区糀谷町へ移転した上大鳥居営業所にそれぞれ名称を変更し、大船営業所を鎌倉営業所に統合した。また川崎営業所は旧東横電鉄のバス営業所だった小杉営業所に統合され、川崎の名前は小杉が引き継いだ。

1944年（昭和19年）に入ると、高輪営業所が廃止され大鳥居営業所に引き継がれたほか、浦賀営業所が久里浜に移転し久里浜営業所と名称を変更した。前年に移転改称した大鳥居営業所は、建物を疎開することとなったため、蒲田区東六郷に移転し名称を雑色営業所へ戻した。なお詳しい時期はわからないが、この頃、田浦営業所および平坂営業所が堀之内営業所に統合されている。終戦後、雑色営業所は高輪営業所へ変更され、大東急解体前年の1947年（昭和22年）には、川崎が旧東横電鉄由来の神奈川営業所を吸収し、東急からの分離独立を迎える。

#### 川崎営業所をめぐる複雑な経緯
この際に川崎営業所については、もともとの所管路線であった川崎住宅地線が戦時中に休止されていた上、東急から免許を継承した京浜急行電鉄も自社での再開を見送った。

京浜急行電鉄発足直後の1948年（昭和23年）12月、折からの財閥解体もあって浅野財閥系だった川崎鶴見臨港バスの株式を京急も取得して経営に参加し、1954年に臨港バスは京急の子会社になったが、京急は現在の川崎区内にあたる東海道線以南のバス路線について、都内直通などの一部を除いて臨港バスに任せる意向であったとされる。

これにより川崎住宅線の沿線は臨港バスの営業範囲となり、1949年(昭和24年)9月上旬臨港バスが川崎住宅線の代替となる「京町循環線」を開通させて、以降同線は川崎市民の重要な足となった。一方の京急は1952年（昭和27年）に他の休止線とともに川崎住宅線を正式に廃止した。

なお、川崎営業所の名称を継承した東京急行電鉄川崎営業所は、1992年（平成4年）の子会社化で東急バスに分社した後、2010年（平成22年）10月に閉鎖され、路線は高津営業所と東山田営業所へ移管されて現在に至る。

#### 京浜急行電鉄時代
1948年の分離独立時、高輪営業所は品川営業所に名称を変更し、杉田営業所は堀之内営業所へと統合された。また同年、三浦営業所が新設され、衣笠・久里浜・三崎の各営業所がその支所となった。しかしこの体制は長くは続かず、1954年（昭和29年）に三浦営業所は廃止され、衣笠と三崎は営業所へ、久里浜は三崎営業所久里浜支所へと変更されている。また業務の効率化を図るため、1952年（昭和27年）に、雑色操車場および杉田操車場を開設した。

一方都内の営業所については名称変更や統廃合が頻繁に行われた。まず1954年に品川営業所が東京営業所と名称を変更し、大鳥居支所を置いた。その後1959年（昭和34年）には東京営業所を蒲田営業所と名称を変更し、大鳥居支所を羽田営業所に昇格させている。

1964年（昭和39年）に六郷営業所を新設し、蒲田営業所は雑色車庫となった。しかし1970年（昭和45年）の大森営業所新設後は徐々に所管路線を減らし、1973年（昭和48年）に六郷営業所と雑色車庫は大森・羽田両営業所へと統合された。

神奈川県内については、1959年（昭和34年）に杉田が営業所として復活し、久里浜も1963年（昭和38年）に営業所に昇格している。杉田営業所はその後1971年（昭和46年）に横浜営業所に名称を変更するも、1978年（昭和53年）の追浜営業所新設の際、車庫に降格した。また1987年（昭和62年）には能見台車庫が開設され、追浜営業所の所管となった。車庫に降格した杉田も1990年（平成2年）に再び営業所に昇格し、横浜営業所となり、能見台車庫も横浜営業所の所管となった。

都内では1994年（平成6年）に羽田営業所京浜島車庫が開設され、1998年（平成10年）より独立して営業所となった。

#### 京急バスグループ時代
平成も2ケタに入ろうとする頃から、京浜急行電鉄はそれまで直営していたバス事業の分社化に乗り出す。そして新たに設立された子会社に営業所および路線が移管されていった。
まず羽田営業所が1999年（平成11年）より京急バス東京営業所へ路線の移管を開始し、次いで横浜と堀内が、子会社の横浜京急バス杉田営業所・横須賀京急バス堀内営業所にそれぞれ一部路線の移譲と運行の委託を開始した。2003年（平成15年）には横浜営業所の廃止（横浜京急バスへの完全移管）に伴い、管轄下にあった能見台車庫が営業所として独立したが、その能見台営業所も2005年（平成17年）に横浜京急バスに移管された。その後も子会社への業務移管の進捗に伴って、営業所の新設・廃止が頻繁に行われている。
2007年（平成19年）3月18日に、首都圏の私鉄・バスなどで使用できるICカード乗車券PASMOのサービスを順次開始し、2008年12月時点では京浜急行バスグループ一般路線の全営業所に導入されている。なお、東日本旅客鉄道（JR東日本）などが発行するSuicaも利用できるが、カード右下の電子マネー機能がついていることを示すSuicaマークが明記されていないカードはバスでは使用できない。
2012年（平成24年）4月16日に、夜間都市間高速バス並びに横浜駅、新横浜駅発着のリムジンバス運用効率化のため、新子安営業所が開設される。これは、羽田営業所の事実上の移転であった。同年11月30日の出発便をもって羽田営業所は閉鎖となり、翌12月1日より担当路線は玉突きで、京浜島・新子安の両営業所に引き継がれた。ただし、品川シーサイド駅・大井町駅線だけは羽田京急バスに移管された。この時の羽田営業所跡地（旧観光バスセンター）は、羽田京急バスへの運行委託車両や高速バス、リムジンバス等の共同運行先車両の留置に引き続き使用されていた。2014年4月当時、京浜島・新子安両営業所には一般路線バスの配置は行われていなかった。

2018年（平成30年）4月1日、横浜、能見台、追浜、堀内、鎌倉の各営業所が子会社から京浜急行バス本体に復帰し、羽田京急バス東京営業所は京浜急行バス羽田営業所となった。

## 高速バス・深夜急行バス

### 長距離高速路線
京急の高速バスは、1986年に運行を開始した「ノクターン号」に始まり、全国各地へ路線を運行していたが、京浜急行バス発足後、子会社の羽田京急バス・京急観光バスへ路線の譲渡（予約業務は京浜急行バスが引き続き担当）を進めた結果、京浜急行バスが運行する高速バス路線は発足当初と比べて大幅に減少した。また近年は撤退も相次いでおり、路線が増加傾向にある空港リムジンとは対照的に縮小傾向にあった。京急観光バスの営業終了・会社清算後はそれに伴う廃止・撤退路線が発生したほか、一部路線は京浜急行バスに復帰していた。
長距離高速バスの運行開始当初は路線ごとに専用カラーを採用していたが、のちにキャメル号で採用された「風」をイメージした高速カラーに統一された。京急側の使用車両は、原則として三菱ふそうのエアロクィーン独立3列シート車であったが、2013年春より日野自動車のセレガスーパーハイデッカーが納車されていた。京浜急行バス本体が運行する高速バスは全路線で新子安営業所が担当していた。
2021年3月15日をもって、ノクターン号とビーム1号 からの撤退、キャメル号の廃止、エディ号の運行休止により、夜行・長距離高速バスから全線撤退した。

#### 廃止・撤退路線
〈〉内は共同運行会社。
- ノクターン号〈弘南バス〉
  - 2021年3月15日の運行をもって撤退、翌日より弘南バスの単独運行となる[14][13][19]
  - 横浜駅東口 - 品川BT - 弘前BT - 五所川原駅
- キャメル号〈日本交通、日ノ丸自動車〉
  - 品川BT - 渋谷マークシティ - 米子駅前BT[20]
  - 一旦京急観光バスに移管され、同社の会社清算により再度京浜急行バス担当となっていたが、2021年3月15日の運行をもって廃止[13][16][17][19][21][22][23]。
  - 品川BT - 渋谷マークシティ - 鳥取駅前BT - 倉吉駅前[24]
- ラメール号〈ジェイアール東海バス〉
  - 品川BT - （首都高速）- 横浜駅 -（保土ヶ谷バイパス）-（東名高速道路）- 星ヶ丘 - 本山 - 千種駅前 - 栄 - 名古屋駅
- アンカー号〈阪神電鉄バス〉
  - 川崎駅 - 横浜駅 - 神戸三宮
- ラ・フォーレ号〈弘南バス〉
  - 東京駅 - 青森駅
  - 羽田京急バスへ移管後、2010年に撤退。
- ビーム・1〈岩手県北バス〉
  - 2021年3月15日の運行をもって撤退、翌日より岩手県北バスの単独運行となる[15][13][19]）
  - 横浜駅東口 - 品川BT - 盛岡駅西口 - 宮古駅 - 山田
- パイレーツ号〈瀬戸内運輸〉
  - 京急観光バスへ移管後、2008年に同社の会社清算により再度京浜急行バス担当となる。2015年に京浜急行バスが撤退し、瀬戸内運輸の単独運行となるが、その後の2016年4月に東急トランセが参入、東京側の発着地を渋谷マークシティ・二子玉川楽天クリムゾンハウス前に変更。
- ルブラン号〈両備バス〉
  - 京浜急行電鉄→京浜急行バス→羽田京急バスが共同運行していたが、2015年9月30日をもって撤退。翌日より両備バスの単独運行となる。
  - 2017年8月に横浜駅YCATへ乗り入れ開始、2017年12月に東北急行バスが参入。
- エディ号〈徳島バス〉
  - 2021年3月16日より運行休止[13][18][19]。
  - 品川BT - 渋谷マークシティ - 淡路島 - 徳島駅 - 吉野川市（川島）
  - 2019年9月30日をもって阿南系統は廃止。
- いが号〈三重交通〉
  - 品川BT - 横浜駅 - 名張市役所
- ベイブリッジ号〈信南交通、伊那バス〉
  - 京浜急行電鉄→京浜急行バス→羽田京急バスが共同運行していたが、2008年年3月15日をもって撤退。翌日より伊那バスの単独運行となる。
- シルフィード号〈京都交通〉
  - 2019年5月12日の運行をもって休止。
  - 品川BT - 浜松町BT - 舞鶴
- マリーン号〈近江鉄道〉
  - 品川BT - 横浜駅 - 浜大津
  - 羽田京急バスへ移管後、2008年に撤退し西武観光バス運行便に吸収（ただし品川は経由せず）。
- 萩エクスプレス〈防長交通〉
  - 品川BT - 浜松町BT - 萩バスセンター
- アルバ号〈防長交通〉
  - 品川BT - 横浜駅 - 岩国駅 - 徳山駅
  - アルバ号は「萩エクスプレス」へ統合。
- ドリーム横浜・仙台号〈ジェイアールバス東北〉
  - 横浜駅 - 品川BT - 仙台駅
  - 2005年（平成17年）9月16日：ジェイアールバス東北・京浜急行バスの共同運行で「ドリーム横浜・仙台号」を運行開始。横浜市と宮城県を定期的に直結する初の公共交通機関となる。京浜急行バスから京急観光バスへの移管を経て、京急観光バスの会社清算に合わせ、2008年（平成20年）3月15日の運行をもって運行休止。ジェイアールバス東北の単独運行となる。
- シャトー号〈阪急バス〉
  - 品川BT - 浜松町駅 - 横浜駅 - 京都駅 - 大阪梅田
  - 羽田京急バスへ移管後、2008年4月17日をもって撤退。翌日から池袋駅発着の路線と統合の上で阪急バスの単独運行となった後、2012年6月1日付で廃止された。
- 羽田空港 - 白馬線〈アルピコ交通〉
  - 羽田空港第3ターミナル・第1ターミナル・第2ターミナル - 白馬五竜・白馬駅・白馬八方バスターミナル[25]（アルピコ交通と共同運行[25][26]）
  - 2016年12月17日より運行開始[26]。冬季のみ季節運行。
  - 訪日外国人観光客をターゲットに開業した路線で、当初は羽田空港側は国際線ターミナルのみ停車していた[26]。
  - 2019年冬は同年12月21日 - 2020年3月15日の期間限定運行となった[25]。2023年冬季からアルピコ交通のみ運行を再開した。
  - 運転手2名乗務、トイレ付き車両で運行[25]。3列独立シート、Wi-Fiサービス、ブランケット貸出あり。通訳用タブレット、車内モニターでの英語案内などインバウンド向けサービスを導入[26]。

### 近中距離高速路線
近県へ向けての高速路線は以下のものがある。

#### 現行路線
東扇島線は日祝日は運休。
◆印の路線は PASMO・Suicaが利用可能。
- 横浜ロイヤルパークホテル・山下公園前・横浜駅東口 - 東京ディズニーリゾート ◆ <京成バス>
- 川崎駅 - 蒲田駅 - TDR ◆ <京成バス>
- 横浜駅東口(YCAT) - 東扇島西地区・東扇島地区 ◆ <川崎鶴見臨港バス>
- 横浜駅東口(YCAT) - 葉山・横須賀西地区 ◆
  - 2020年10月1日より葉山線と横須賀西地区線を統合し、バス利用特典サービスを終了
- 横浜駅東口(YCAT) - 横浜・八景島シーパラダイス ◆
- 品川駅東口（港南口） - 御殿場プレミアム・アウトレット ◆

#### 休廃止・撤退路線
- ベイライナー水戸・横浜号 <ジェイアールバス関東・茨城交通>
  - 横浜 - 水戸線は2006年1月28日に開業した路線であり、共同運行会社ではベイライナー水戸・横浜号の愛称を有したが、京急側では案内上使用していない（2007年6月15日をもって廃止）。
- 大江戸温泉物語・東京テレポート駅 （- ホテルイースト21東京） - 錦糸町駅・東京スカイツリータウン <東武バスセントラル・東武バスイースト>
  - 2019年3月31日をもって撤退、翌日からは東武バスセントラル・東武バスイーストの単独運行、2021年9月30日を持って路線廃止。
- 横浜駅東口 - 品川プリンスホテル - 軽井沢72ゴルフ - 軽井沢プリンスホテルウエスト - 軽井沢駅 <西武観光バス>
  - 2019年1月14日をもって休止。
- 横浜駅東口 - 羽田空港 - 下今市駅 - 東武日光駅 - 東武ワールドスクウェア駅 - 鬼怒川温泉駅 ◆ <東武バス日光>
  - 2021年3月15日をもって撤退、2022年2月28日をもって廃止。
- 横浜駅東口(YCAT) - お台場 - 臨海副都心地区・東京ビッグサイト ◆
  - 2023年2月28日をもって廃止。
- 横浜駅東口(YCAT) - 幕張メッセ中央 <京成バス>
  - 現在は京成グループのバス会社のみでの運行となっている。
- 横浜駅東口 - 浮島・小島地区 ◆ <川崎鶴見臨港バス>
  - 2024年2月29日をもって撤退、翌3月1日より川崎鶴見臨港バスの単独運行[27]。

### アクアライン路線
1997年12月に開通した東京湾アクアラインを使用し、横浜・川崎・羽田空港 - 木更津線の開業を皮切りに路線を展開している。
なお、以下のほかに羽田空港発着・経由の路線があるが、これについては空港リムジン路線千葉県方面を参照のこと。

#### 現行路線
◆印の路線は PASMO・Suicaが利用可能。
- 品川駅東口（港南口） - 袖ヶ浦BT - 木更津駅◆ <小湊鉄道・日東交通>
- 品川駅東口（港南口） - 袖ヶ浦BT - 袖ケ浦駅 - 長浦駅◆ <小湊鉄道・日東交通>
- 横浜駅東口 - 袖ヶ浦BT - 木更津駅◆ <小湊鉄道・日東交通>
- 横浜駅東口 - 三井アウトレットパーク木更津 ◆ <小湊鉄道>

#### 撤退路線
- 川崎駅 - 袖ヶ浦駅
- 川崎駅 -（海ほたる）- 袖ヶ浦BT - 木更津駅 ※2019年4月1日以降は川崎鶴見臨港バス・小湊鉄道・日東交通・東京湾横断道路サービス[注釈 4]が運行。かつては川崎市交通局も運行していた
- 川崎駅 - 三井アウトレットパーク木更津 ※2019年4月1日以降は川崎鶴見臨港バス・小湊鉄道が運行
- 品川駅東口 - 三井アウトレットパーク木更津 ※2020年10月1日以降は小湊鉄道が運行

### 空港リムジン路線
京浜急行バスの顔といえるのが空港リムジン路線である。鉄道線の営業エリアでもある羽田空港を拠点に路線を展開している。横浜 - 成田空港の路線もある。一部路線では、早朝便と夜間・深夜便の一部は国内線ターミナルを経由しない。
◆印の路線は PASMO・Suicaが利用可能。

#### 東京都内発着
都内発着路線は以下の通りである。自社の乗合バスエリアを発着する品川・新橋線の深夜便のみ単独運行。
- 羽田空港 - 東京駅 <東京空港交通>
  - 1965年8月25日、急行バスとして運行開始[6]。
- 羽田空港 -（セルリアンタワー東急ホテル - 渋谷駅西口）- 渋谷マークシティ <東京空港交通・東急トランセ>
- 羽田空港 - （品川シーサイド駅）- 大井町駅 - 大崎駅西口バスターミナル - 武蔵小山駅 ◆ <東急トランセ>
- 羽田空港 - 千住大橋駅 - 北千住駅 ◆ <東武バスセントラル>
- 羽田空港 - 錦糸町駅 - 東京スカイツリータウン ◆ <東武バスセントラル>
- 羽田空港 - 吉祥寺駅 <東京空港交通・小田急バス・関東バス>
- 羽田空港 - 谷保駅 - 国立駅 - 立川駅北口 - パレスホテル立川（- 拝島操車場）◆ <立川バス>
  - 拝島操車場発着便は、朝の空港行と夜間の空港発のみ運行
  - 2017年4月28日より、ダイヤ改正・一部便の谷保駅・国立駅乗り入れが開始[28]
- 羽田空港 - 二子玉川駅（降車専用） - 二子玉川ライズ・楽天クリムゾンハウス ◆ <東急トランセ>
  - 2019年10月1日より、羽田空港行は、二子玉川駅からの乗車はできない[29]。
- 羽田空港（国際線） - 六本木ヒルズ - 渋谷駅西口 - セルリアンタワー東急ホテル - 渋谷マークシティ - 二子玉川駅 - 二子玉川ライズ・楽天クリムゾンハウス ◆ <東急トランセ> ※深夜早朝便
- 羽田空港（国際線） - 大井町駅 - 品川駅東口 - シナガワ グース - 新橋駅（銀座口） ◆ ※深夜早朝便

#### 神奈川・静岡県方面
神奈川・静岡方面への路線は以下の通りである。
横浜線は現在の空港リムジンバスが発達するはるか昔の1968年12月21日に開設された古参路線で、現在でも他の路線に比べて本数が多い。また大船・藤沢線は1995年9月1日開設で、空港リムジン路線の中では古参の部類に入る。
- 西新整備場・羽田空港 - 横浜駅東口(YCAT) ◆
- 羽田空港 - 横浜人形の家前 - 山下公園前 - パシフィコ横浜 - 横浜ロイヤルパークホテル（一部便は当ホテル始発） - ヨコハマグランドインターコンチネンタルホテル（パシフィコ横浜・一部便は当ホテル止）- 馬車道駅前 - 赤レンガ倉庫 - ザ・カハラ・ホテル＆リゾート横浜（パシフィコ横浜ノース）◆
  - 羽田空港発と羽田空港行で、バス停の停車順などが異なる。
- 羽田空港 - 新横浜駅 - 新横浜プリンスホテル - センター北駅 - センター南駅 - 市が尾駅 ◆ <東急バス>
- 羽田空港 - たまプラーザ駅 ◆ <東急バス>
- 羽田空港 - 新百合ヶ丘駅 ◆ <小田急バス>
- 羽田空港 - 大船駅 - 藤沢駅・鎌倉駅 ◆ <江ノ電バス>[注釈 5]
  - 1995年9月1日、羽田空港 - 藤沢駅間で運行開始[6]。
  - 2024年3月1日、この日から当面の間、運行休止[32][33]。
- 羽田空港 - 南町田グランベリーパーク駅 - 町田バスセンター - 相模大野駅北口 - 相模大野立体駐車場 ◆ <神奈川中央交通>
- 羽田空港 - 東名大和 - 本厚木駅（- 田村車庫[注釈 6]）◆ <神奈川中央交通>
- 羽田空港 - 二俣川駅 ◆ <相鉄バス>
- 羽田空港 -（横浜駅東口）- 御殿場駅 - 箱根仙石案内所 - 箱根桃源台 ◆ <小田急ハイウェイバス>
  - 2004年7月12日、運行開始。当時は御殿場駅までの運行だった[30]。
  - 2024年3月1日、運行休止（小田急ハイウェイバスの単独運行）[34]。
- 羽田空港 - 横浜駅東口(YCAT) - 桜木町駅 - 横浜ロイヤルパークホテル - 横浜ベイホテル東急 - ヨコハマグランドインターコンチネンタルホテル（パシフィコ横浜）- 国際橋・カップヌードルミュージアム前[注釈 7]◆ ※深夜早朝便

#### 千葉県方面
千葉県方面へは以下の路線が運行されている。千葉線には海浜幕張地区を通過、および一部停留所のみ停車扱いとなる急行便がある。房総半島方面のバスはアクアライン経由。
- 羽田空港 - TDR <東京空港交通・リムジンパッセンジャーサービス・京成バス・東京ベイシティ交通>
  - 1989年9月9日、羽田空港 - 東京ディズニーランド間で運行開始[6]。
  - 羽田空港発8時台から10時台の便は、ホテルエリアには乗り入れない。また、TDL・TDS休園日は、先述の該当時間帯の便は運休となる[36]ほか、該当時間以外の便は、ホテルエリアのみの停車となる。
- 羽田空港 - 西船橋駅（- 船橋駅[注釈 8]）◆ <京成バス>
- 羽田空港 - 海浜幕張地区 - JR千葉駅西口 - 千葉中央駅 ◆ <東京空港交通・京成バス・ちばシティバス>
- 羽田空港 - （国立がん研究センター／流山おおたかの森駅西口） - 柏の葉キャンパス駅西口 - 柏駅西口 ◆ <東武バスイースト>
  - 2019年4月1日より一部便が流山おおたかの森駅西口に停車、同駅停車便は国立がん研究センターを経由しない。
- 羽田空港 - 松戸駅 - 新松戸駅◆ <京成バス・松戸新京成バス>
  - 2024年4月1日より、当面運休[37]。
- 羽田空港 - 金田BT - 袖ヶ浦BT - 木更津駅東口 ◆ <東京空港交通・小湊鉄道・日東交通>
  - 金田BTは、土日祝日は午後の便の一部は通過[注釈 9]となる。
- 横浜駅東口 - 羽田空港 - 市原駐車場 - 五井駅 - 蘇我駅◆ <小湊鉄道>
- 羽田空港 - 木更津羽鳥野BS - 君津BT - 君津駅南口 ◆ <日東交通>
- 横浜駅東口 -（羽田空港）- 君津BT - 木更津羽鳥野BS - ハイウェイオアシス富楽里 - とみうら枇杷倶楽部 - 館山駅 ◆ <日東交通>
- 羽田空港 - 三井アウトレットパーク 木更津 ◆

#### 埼玉県方面
埼玉方面への路線は以下の5路線。
- 羽田空港 - 王子駅南口 - 赤羽駅東口 - 川口駅東口 - 川口元郷駅<国際興業バス・東京バス[注釈 10]>
  - 現在、臨時ダイヤにより、川口市内の乗り入れと京浜急行バス・国際興業バスの便が休止中である[39]。
- 羽田空港 - 八潮駅北口 -草加駅東口- 新越谷駅西口 ◆ <東武バスセントラル>
- 羽田空港 - 朝霞台駅南口 - 志木駅南口 - 新座車庫（- ふじみ野駅西口） ◆ <東武バスウエスト>

#### 山梨県方面
山梨県方面は、以下の1路線のみ。トイレ付き車両で運行される。
- 羽田空港 - 品川駅 - 中央道小形山 - 中央道都留 - 中央道都留 - 中央道西桂 - 中央道下吉田 - 富士急ハイランド - 富士北麓駐車場 - 河口湖駅 - 富士山駅（- 富士山五合目[注釈 11]） <富士急バス>
- 羽田空港 - 横浜駅東口 - <中央自動車道> - 勝沼 - 一宮 - 石和 - 山梨学院大学 - 甲府駅 - 竜王 <山梨交通>
  - 2024年3月1日、運行休止（山梨交通の単独運行）[40]。

#### 成田空港発着
成田空港発着路線は横浜を起点とする以下の1路線が運行されている。横浜成田線の一部はみなとみらい21地区発着となる。首都高速湾岸線混雑時には東京湾アクアラインを経由する場合がある。トイレ付き車両で運行される。
- 成田空港 - 横浜シティ・エア・ターミナル（ - みなとみらい21地区）<京成バス>

#### かつて運行していた空港バス路線
- 成田空港 - 新横浜地区 <東京空港交通・リムジン・パッセンジャーサービス・川崎鶴見臨港バス> ※運行休止
- 横浜プリンスホテル - 磯子駅 - 羽田空港
- 川崎大師 - 羽田空港（一般路線）
- 川崎駅 - 羽田空港（現在は一般路線）
  - リムジン路線での運行期間は、1987年4月18日から2004年9月15日まで。
- 大森駅 - 羽田空港（大井町駅を経由していた。現在は一般路線で大井町駅は非経由[注釈 12]）
- 光が丘駅 - 成増駅 - 高島平駅 - 羽田空港 <西武バス・国際興業バス>
- 羽田空港 - 日吉駅 <東京空港交通・東急バス>
- 国際線ターミナル - 東京ビッグサイト
- 国際線ターミナル - 東京テレポート駅
- 国際線ターミナル - 大井町駅
- 旧国際線ターミナル - 大森駅東口 - 田園調布駅（一般路線。当初は東急バスとの共同運行だった）
- 羽田空港 -（横浜駅東口）- 沼津インター - 新富士駅 - 鷹岡車庫 - 富士宮駅 <富士急静岡バス>
  - 2011年7月16日運行開始[30]。
  - 2014年3月31日廃止[30]。
- 横浜駅東口 - 羽田空港 - 軽井沢72ゴルフ - 軽井沢プリンスホテルウエスト - 軽井沢駅 <西武観光バス>
  - 2011年7月16日運行開始[30]。
  - 2019年1月14日休止[30][41]。
- 羽田空港 - 水戸大洗インター - 水戸駅南口 - 勝田駅西口 - 東海駅東口 - 日立駅中央口 <日立電鉄交通サービス・茨城交通>
  - 2000年12月14日運行開始[30]。
  - 2019年3月31日をもって撤退（茨城交通単独運行化）。
- 羽田空港第3ターミナル（旧:国際線ターミナル） - 白馬五竜 - 白馬駅前 - 白馬八方バスターミナル <アルピコ交通東京> ※冬期限定運行。
  - 2016年12月17日運行開始[30]。
  - 2019年冬に京浜急行バスが撤退し、アルピコ交通東京の単独運行化。長野県方面は、現在以下の1路線のみであった。夜行高速バス仕様（独立3列シート、トイレつき）の車両で運行されていた[42]。
- 羽田空港 - 東京ビッグサイト（お台場）
  - 2020年3月28日をもって廃止
- 品川駅 - 羽田空港 - 大多喜（オリブ） - 大多喜駅 ◆ <小湊鉄道>
  - 2020年3月31日をもって撤退（小湊鉄道単独運行化）
- 羽田空港 - 横浜駅東口 - 箱根湯本駅 - ホテルはつはな ◆ <小田急箱根高速バス>
  - 2011年11月1日運行開始[30]。
  - 2020年6月30日をもって廃止[43]。
- 羽田空港 - 桶川駅西口 - 上尾駅西口 ◆ <東武バスウエスト>
  - 2020年6月30日をもって撤退（東武バスウエスト単独運行化）
- 羽田空港 - 水郷潮来 - 鹿島セントラルホテル - 鹿島製鉄所 - 鹿島神宮 - 鹿島神宮駅 ◆ <関東鉄道>
  - 2021年3月15日をもって撤退（関東鉄道単独運行化）[44]
- 羽田空港 - 横浜ベイシェラトン ホテル&タワーズ（横浜駅西口） ◆
  - 2000年3月18日運行開始[30]。
  - 2021年3月15日をもって廃止。
- 羽田空港 - さいたま新都心駅西口 - 大宮駅西口 - 西武バス大宮営業所 ◆ <東京空港交通・西武観光バス・国際興業バス>
  - 西武バス大宮営業所発7時台から16時台の羽田空港行は、さいたま新都心駅西口には停車しない[45]。
  - 2021年3月31日をもって撤退
- 羽田空港 - 並木大橋 - 竹園二丁目 - つくばセンター ◆ <関東鉄道>
  - 2022年2月28日をもって撤退
- 羽田空港 - （東戸塚駅 - 上永谷駅）- 港南台駅（- 戸塚駅）◆ <神奈川中央交通>
  - 2022年2月28日をもって廃止
- 横浜駅東口 - 羽田空港 - 市原鶴舞BT - 茂原駅 ◆ <小湊鉄道>
  - 2023年2月28日をもって撤退
- 羽田空港 - 海老名駅 ◆ <相鉄バス・神奈川中央交通西>
  - 2024年5月31日をもって廃止[46]。

### 深夜急行バス
京浜急行バスでは、横浜駅・新橋駅を起点に以下の深夜急行路線を運行していた。いずれも1989年（平成元年）11月に開業し、当初は品川駅を経由しなかったが、後に経由するようになった。両路線ともPASMO・Suicaが利用できた。全便が廃止となっている。
- 横浜駅西口（当時の三越前）→ 関内駅（尾上町）→ 衣笠駅 → 京急久里浜駅（久里浜営業所担当）
  - 横浜駅 → 京急久里浜駅線は、2001年（平成13年）12月30日の出発便をもって廃止[要出典]。
- 新橋駅 → 品川駅 → 大船駅 → 鎌倉駅 → 逗子駅（堀内営業所担当）
- 新橋駅 → 品川駅 → 上大岡駅 → 金沢文庫駅（杉田営業所担当）
  - 新橋駅発の2路線は、新型コロナウイルス感染症の影響による旅客需要低下のため、2020年6月30日をもって廃止[47]。
  - 新橋発便は一般路線の深夜バスとは異なり、空港リムジン用車両の古参車が使用された。かつては貸切流用車やロマンスシート装備車が使用された。
  - 新橋駅と品川駅は乗車のみで、それ以外の停留所からの乗車はできなかった。

## 車両

### 車両概説
長距離高速バス・リムジンバスなどの観光系は三菱ふそう製が6 - 7割ほどを占めているのに対し、路線バスでは元来、営業エリア内に本社を置いているいすゞ自動車の大型バスの大量投入と、車種選択において両者で大きく異なっている。
2000年代以降はバス車種の統合やOEM供給が増えたが、京浜急行バスグループ（東洋観光の一部は除く）では車両メーカーへ改善要望を伝えやすくするため、基本的にシャーシ・エンジン製造元の会社から購入する方針を採っている（例：ジェイ・バス宇都宮事業所製ならいすゞ自動車からのみ）。その方針もあり、三菱ふそう・エアロスター-Sや日産ディーゼル・スペースランナーAなどの三菱ふそうや日産ディーゼルのOEM供給車は導入されなかったが、いすゞ・エルガとの統合車種である日野・ブルーリボンIIや、いすゞ・エルガミオとの統合車種である日野・レインボーIIは、主に従来日野車をメインに導入していた横須賀市・三浦市の営業所を中心に導入されている。
ノンステップバス投入が本格化した2000年以降は、他の東京圏各社局とは異なり、一時的にベンチレーターの非搭載が続いていたが、2007年の途中から、4メーカー共車両前後の2基搭載となった。
かつては様々な特徴的な車両が在籍したが、近年ではメーカーの標準仕様を中心としており特筆すべきものは限られる。低公害車はそれほど多くはないが、ハイブリッドバスやCNGバスが導入されている。

#### 車体更新工事
京急ファインテック金沢事業所で既存車両の車体更新工事（車内外のリニューアル工事）も、製造からおおむね7 - 8年程度経過した車両を対象に行われている。
主な工事内容は内装、床面の貼り替え、座席およびモケットの交換、ポールのゴム取り替え（2005年以降はオレンジ色のものを採用）、降車ボタンの交換、吊革の交換（2011年以降に更新時期を迎えた車両では持ち手を丸型からおにぎり型の三角形に、ベルトを灰色から白色に変更。2004年以降導入車両が対象）などのほか、行先表示が方向幕の2002年度前期導入車までは一部を除いてLED式の表示器に交換されている（2002年度後期以降は当初からLED式）。
この車体更新工事により、京浜急行バスでは古参車においても新車と比較しても遜色のない車内設備が保たれているのが特徴である。近年でここまで大規模な更新工事を現在も受けるのは、ほかに関東バスなどのみである。

#### カラーリング
一般路線バスのカラーリングは、銀色地で上部に赤帯、下部に水色を入れた塗装で、その時期の流行やボディデザインにより、線の太さが変化したり、曲線が直線になるなど、細かい違いがある。京浜急行バス本体所属の車両は窓下の赤帯に斜体で「京浜急行バス」の文字が入る（80年代までは「京浜急行」であり、さらに古くは斜体でなく通常のゴシック体であった）。
子会社所属の車両は窓下赤帯は無表記となり、水色塗装部分の車体後方下部に「羽田京急バス」「横浜京急バス」「湘南京急バス」のいずれかの文字が入ったが、2013年以降は京浜急行バス本体所属の車両と同じく窓下の赤帯に文字が入るようになった（事業者名の表記：道路運送法第九十五条）。
2004年度後期および2005年度前期の羽田京急バスのいすゞ・エルガ（NH2436・2437・1529・1530号車）も、当初は窓下の赤帯に文字が入っていた。
リムジンバスと空港シャトルバスのカラーリングは、白色地に赤いラインを纏い「KEIKYU LIMOUSINE」の文字とカモメのマークが入る。これは1979年（昭和54年）に運行開始した横浜 - 成田空港線専用車で初めて採用された塗色である。なお過去には、1988年度車の一部にベージュに黄色で「Limousine Service」の文字が入った東京空港交通の色違いも存在した。
長距離高速バスの車両は、白色地に赤、オレンジ、青の3色のラインが入る。このカラーリングは「京急ポニー号」でも採用され、小型路線バスにも使用される。小型車には路線バス標準カラーの車両も存在する。

### 高速・観光車
高速・観光系の車両は、長距離高速バスからの撤退が相次ぐ一方で、リムジンバス路線の新設やアクアライン高速バスの活況が続いていることから増車が続いている。
高速バスでは、運行開始当初のキャメル号やビーム1号、エディ号などで日野自動車製が導入された一時期を除いて三菱ふそうで統一されていたが、2013年春より再び日野・セレガが投入されている。また絶対的な台数が減ってきている。
一方でリムジン車は増車が続いており、その中で比率が高かった三菱ふそう製以外からの購入が増え、いすゞ・日野・UDトラックス（旧:日産ディーゼル）車も在籍している。ただし前述の方針に則り、いすゞ・日野のバス製造事業が統合された後はいすゞからの購入はなく日野から購入している。またUD製の車両は数台の在籍に過ぎず、三菱ふそう・UDのバス製造事業が相互OEM供給に移行後 は、UDからの購入はなく三菱ふそうから購入していた。そのため現在は三菱ふそう・日野自動車の2社からの購入となる。なお、リムジン車はアクアライン高速バス・中距離高速路線・深夜急行バスでも共通で使用されている。
リムジンバスの車両はハイデッカーが中心で、一部にはスタンダードデッカーの車両が在籍するが、これは主に車高制限のある路線（藤沢・大船 - 羽田空港線など）向けのものである。一時期は貸切車から空港リムジンバスに転用された車両も存在していた。高速バスではスーパーハイデッカーの車両が中心となっている。

#### ワンロマ車
1999年までは路線・貸切兼用車（俗称「ワンロマ」）が投入されており、貸切カラー（空港路線との兼用車など一部は空港リムジンカラー）となっていたが、その後は空港リムジンバスの古参車がこの役割を果たすようになってきたため投入されていない。
晩年のワンロマ車は残りの大部分が貸切登録となり、横浜京急バスの能見台や追浜営業所に集められていたが、2013年頃に羽田空港直行線を除き全廃されている。
現在は羽田営業所の三菱ふそう製（一部いすゞ製）蒲田駅 - 羽田シャトル用ノンステップ車、元東扇島線用ワンステップ車で羽田営業所の三菱ふそう製特定登録車（蒲田駅 - 羽田クロノゲート送迎）、追浜営業所のUDトラックス製貸切登録車が事実上唯一のワンロマ車となっている。

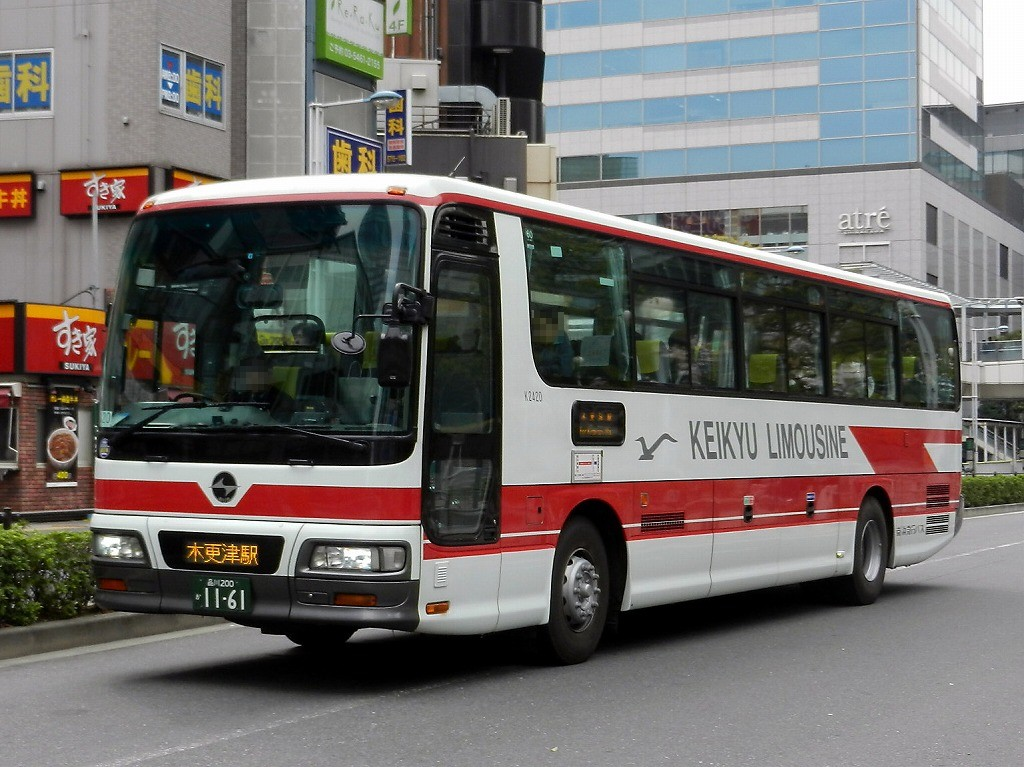
空港リムジンカラー いすゞ・ガーラ K2420
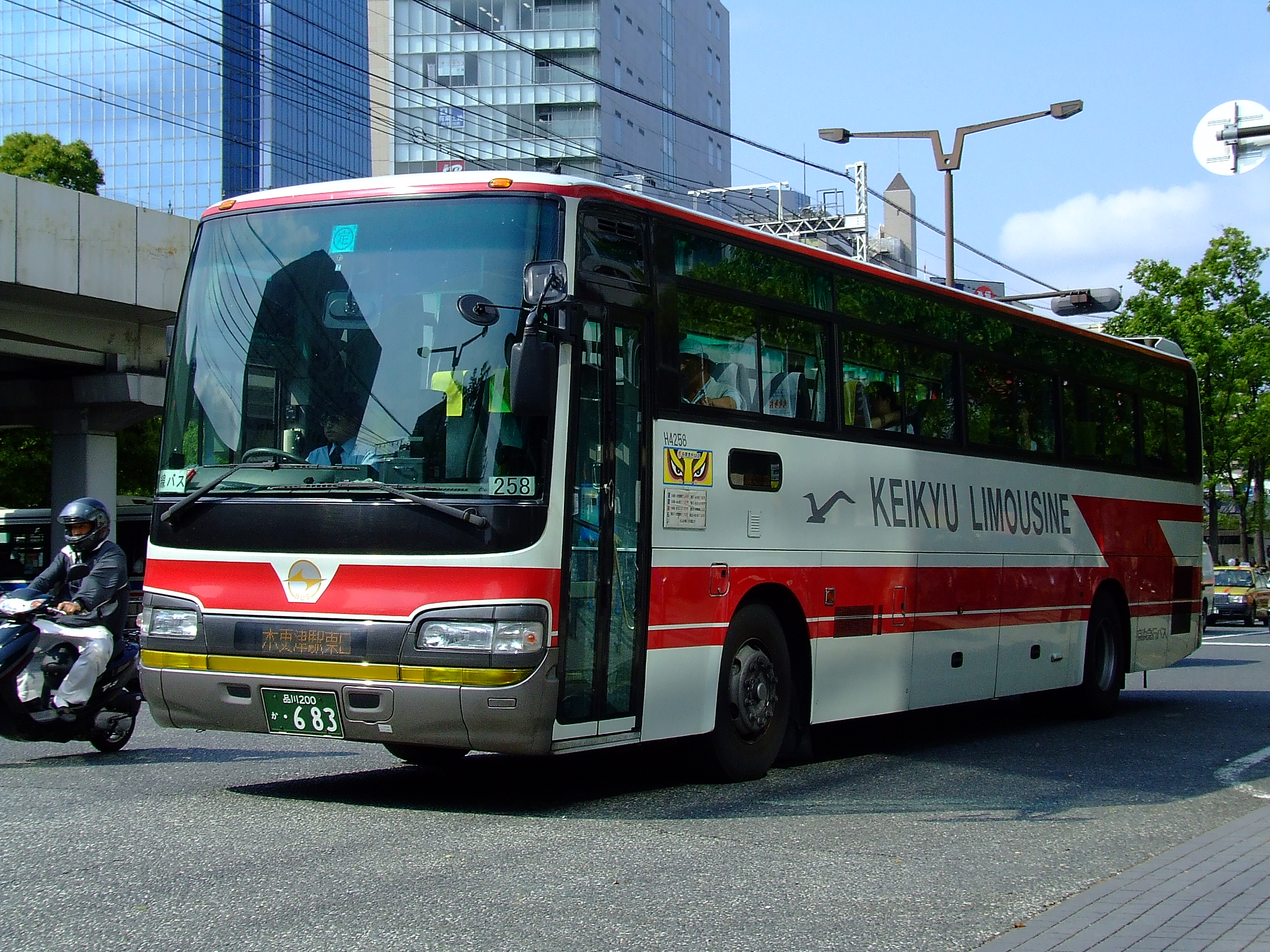
空港リムジンカラー 日野・セレガ H4258
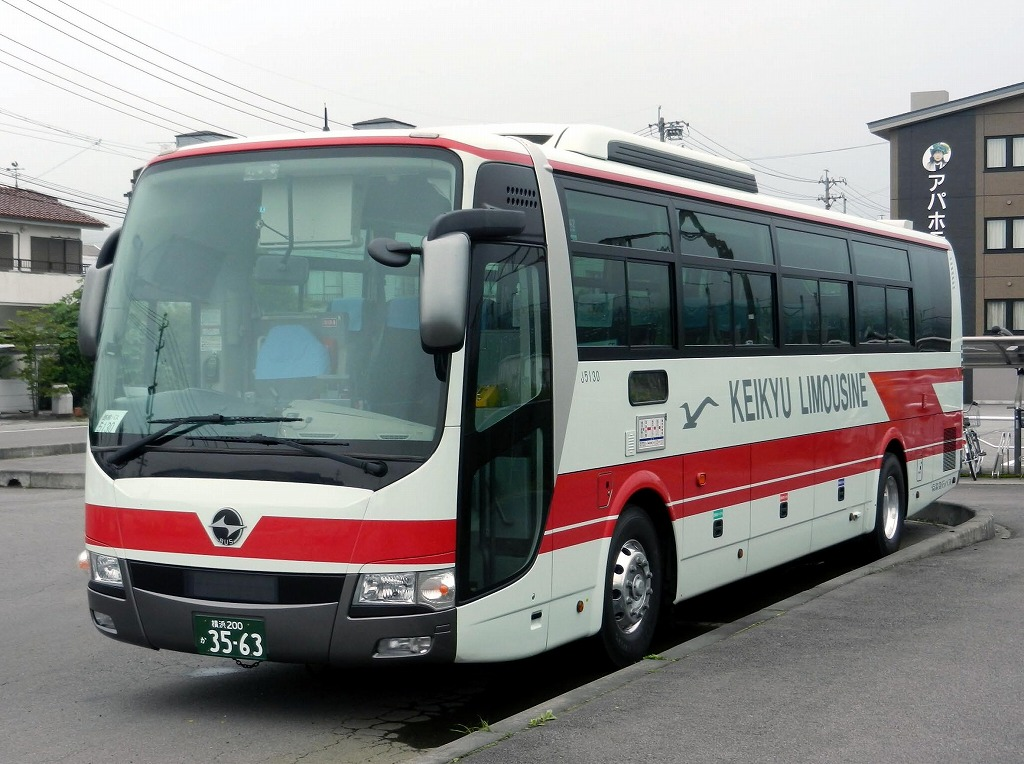
空港リムジンカラー 三菱ふそう・エアロエース J5130
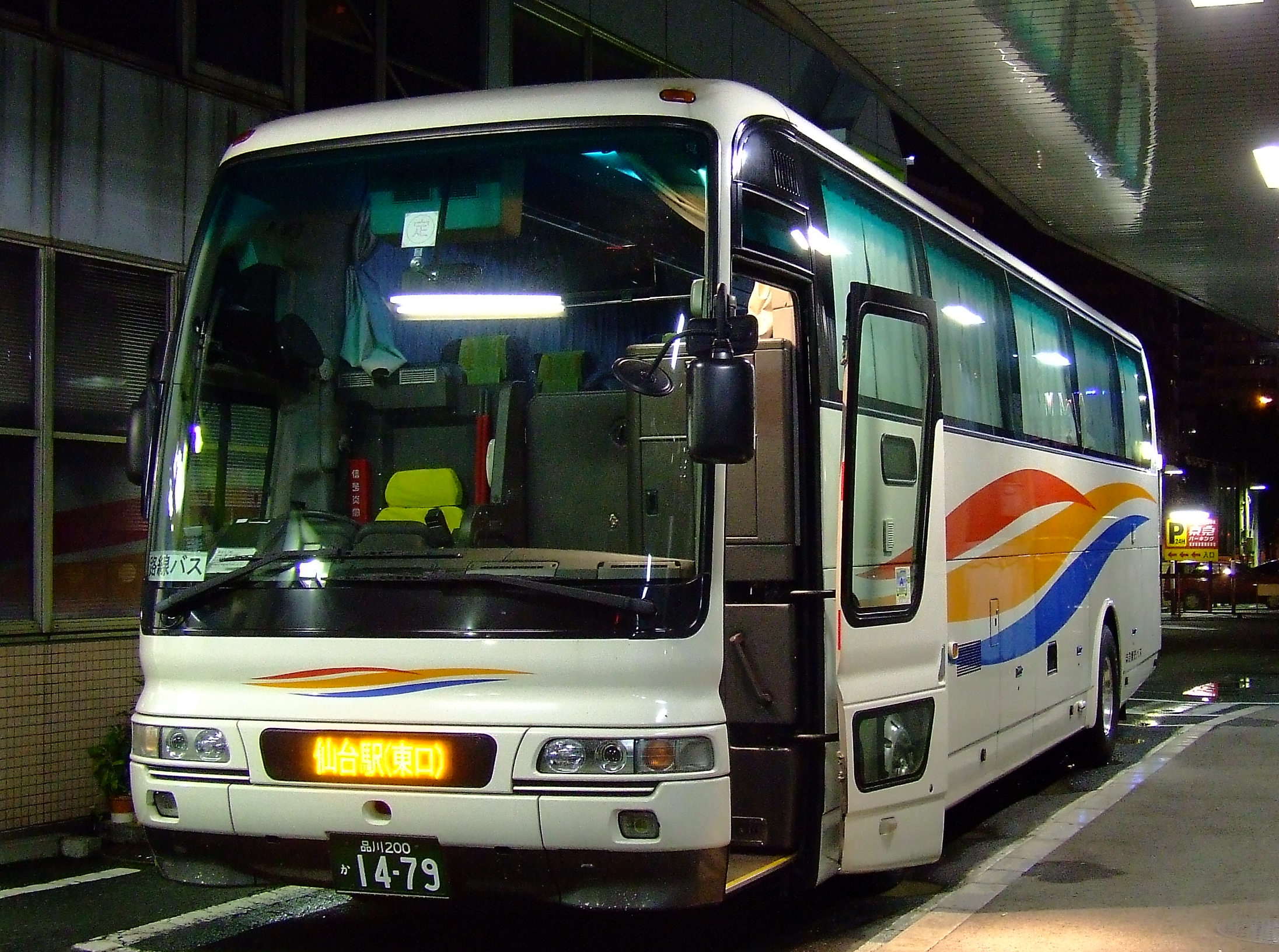
高速カラー 三菱ふそう・エアロクィーン KK5643（当時）
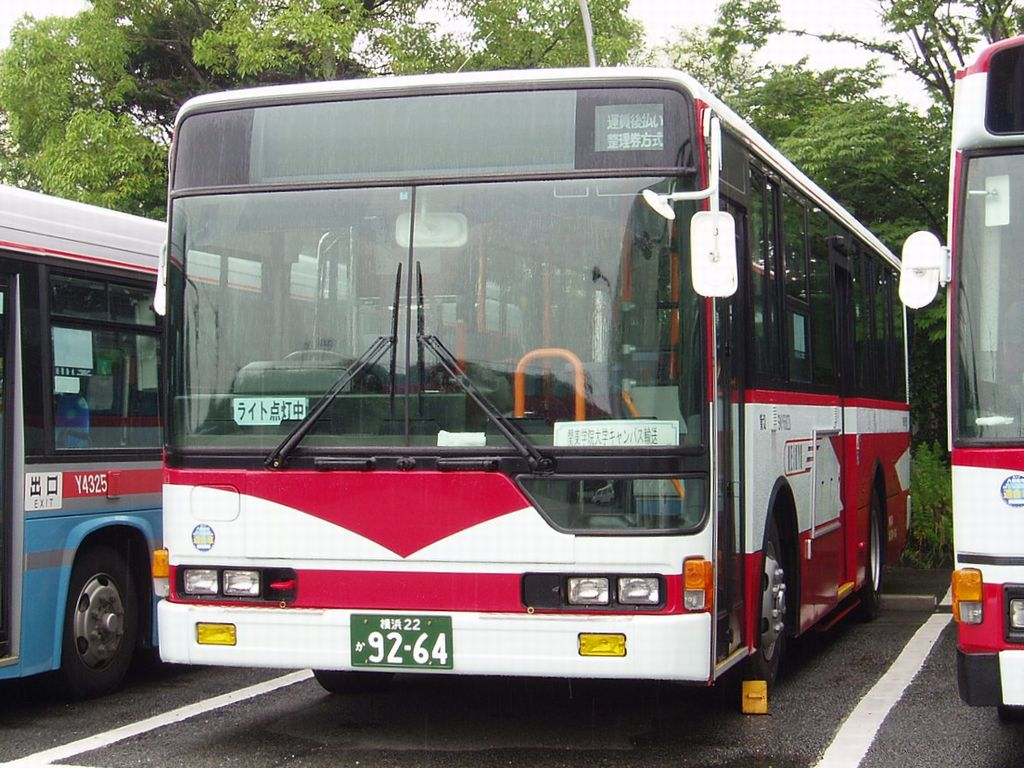
ワンロマ車（廃車済） SNY6820

### 一般路線車

#### 大型・中型車

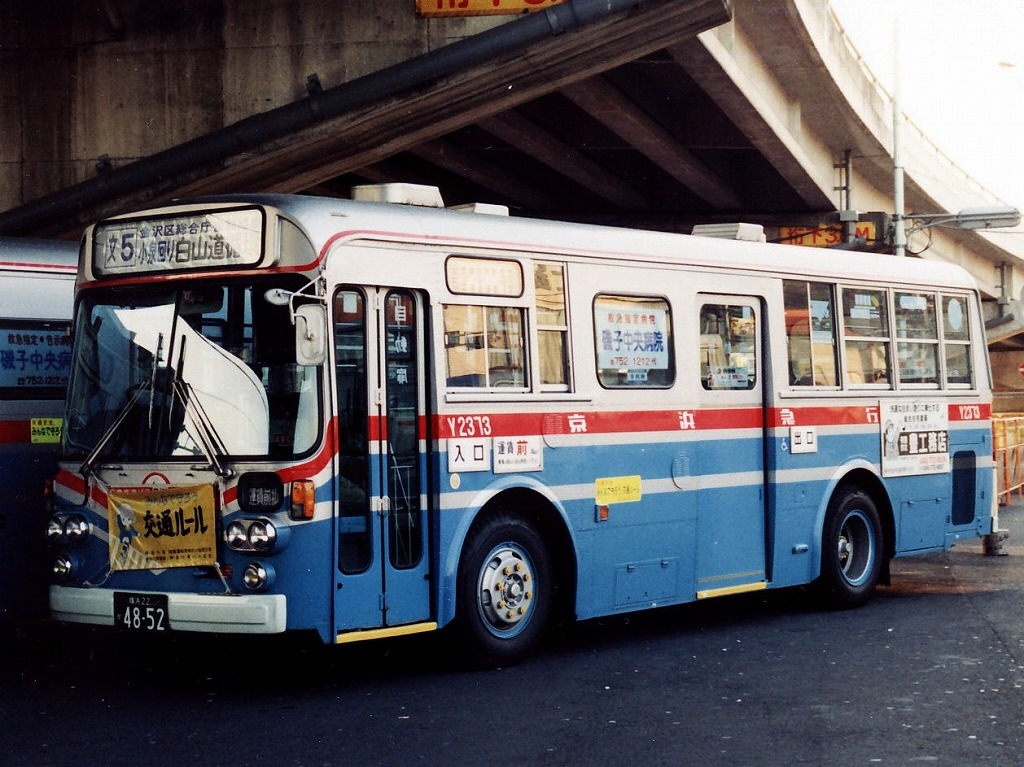
いすゞ・K-EDM430N (Y2373)
金沢文庫駅周辺の狭隘路線で運用されていた狭幅車（大型ナロー車）

路線車のうち小型車を除いたものは、かつては国産ディーゼル4メーカーから購入し、営業所ごとに振り分けが決まっていた。
- UDトラックス - 日産自動車追浜工場周辺（追浜・能見台）
  - 1988年以前は大森にもまとまった数が配置されていた。また、鎌倉や衣笠、三崎などにも中型ロング車が配置され、横浜にも大型車が配置されていた。
- 日野 - 追浜以南の横須賀市・三浦市（堀内・衣笠の一部・久里浜・三崎）
  - 1970年代には羽田にも投入された時期があった。
- 三菱ふそう - 東京都の営業所の一部（大森・羽田）
  - 1970年から1985年までは羽田に新造投入された大型車のほぼ全車がふそう製であった。かつては横浜、追浜や三崎、衣笠などにも配置されていたが、1990年までに大森や羽田に転属している。
- いすゞ - 上記以外（大森・羽田・横浜・鎌倉・逗子・衣笠の一部）
  - 大森への大型車の新造投入は1980年から1985年まで中断していた。

中型車も、営業所ごとにメーカー・車種が分けられていた。
- UDトラックス - 横浜金沢地区（追浜・能見台など）
  - 転属により羽田や堀内などにも配置されていた時期もあるほか、三崎にも新規配置されていた。
- 日野 - 追浜以南の横須賀市・三浦市（堀内・三崎など）
  - 転属により羽田京急バスや横浜にも配置されているが、横浜の車両はすでに除籍されている。
- いすゞ - 上記以外（羽田・横浜・鎌倉など）
  - かつては大森にも配置されていたが、1998年に全車が羽田京急バスに移籍した。

1960年代後期から1970年代前期にかけては、純正車体と富士重工製車体が混在していた。いすゞ製の大型ナロー車や中型車は、1984年度後期から1989年度まで富士重工製で導入され、都内の羽田や神奈川県内の横浜や能見台、追浜などに配置されていた。
鎌倉ではいすゞ車が富士重工製車体で架装されていた。富士重工製のいすゞ車は鎌倉のほか、追浜など神奈川県内の営業所や、転属により都内の大森にも配置されていたことがある。
またいすゞ製の空港リムジン車や兼用車も当初は富士重工製で導入され、京浜島や羽田に、兼用車は羽田にも在籍していたが、ガーラへの移行後は初代ガーラなどいすゞ純正車体の車両が導入された。
狭隘路線にはかつていすゞ製の大型ナロー車（大型9m車）が用意されていたが、1987年度以降はそれに代わり、社内で「ナロー」と呼ばれる中型車が、いすゞを中心に日野やUD製で導入された。中型車はスペースランナーRMも導入されたが、2016年に全廃となった。また貸切登録車には三菱ふそう・エアロミディMKのトップドア車も在籍していたが、すでに除籍されている。現在はいすゞ・エルガミオと日野・レインボーが配置されている。
2000年頃からはそれまで大型車を使用していた営業所にも、輸送人員減少に対応したダウンサイジングとして中型車が入り始めた。また9m大型バスや10.5m中型ロング車も導入された。その後は自動車排出ガス規制強化による車種の集約により、大型車が再投入された営業所もある。
生産台数の少ない車両からも選択が行われることがあり、大型9m車の日産ディーゼル・スペースランナーRPが導入された。当時の排出ガス規制の車両 (PK-RP360GAN) は全国で25台ほどしか生産されていない。
2000年代に入りメーカー選択や車種の調達が見直され、大型車はいすゞ、中型車は日野（ノンステップバス）もしくは日産ディーゼル（ワンステップバス）となっていたが、UDトラックスのバス製造販売が終了した2010年以降は三菱ふそうからの購入も一部再開し、杉田、能見台、追浜の各営業所に1台ずつ三菱ふそうエアロスターが導入されるなどの動きが生じた。
大型車のホイールベースは4.8m（短尺車）を基本としており、5.3m（普通尺）の車両は首都高速走行路線や羽田空港ターミナル間無料連絡バス用途などの特殊な路線環境向けにしか投入されていなかったが、ジェイ・バス製のいすゞ・新型エルガと日野・新型ブルーリボンでは、メーカーの標準仕様変更やホイールベースの集約により一般路線用でも5.3mで導入されている。
2016年以降はほぼ全ての営業所でノンステップバスのみが投入されている。
- ノンステップ車 - 東京都・横浜市・横須賀市・三浦市の営業所（大森・羽田・杉田・能見台、追浜、堀内、衣笠、久里浜・三崎）。
- ワンステップ車 - 一部のみの投入（鎌倉・逗子）。

逗子は中型車のみであったが、ジェイ・バスがワンステップ車の製造を中止したこともあって、近年では逗子にも大型ノンステップ車が導入されている。大森・羽田・杉田・衣笠・久里浜には、日野ブルーリボンシティハイブリッド(ノンステップ)も数台在籍する。

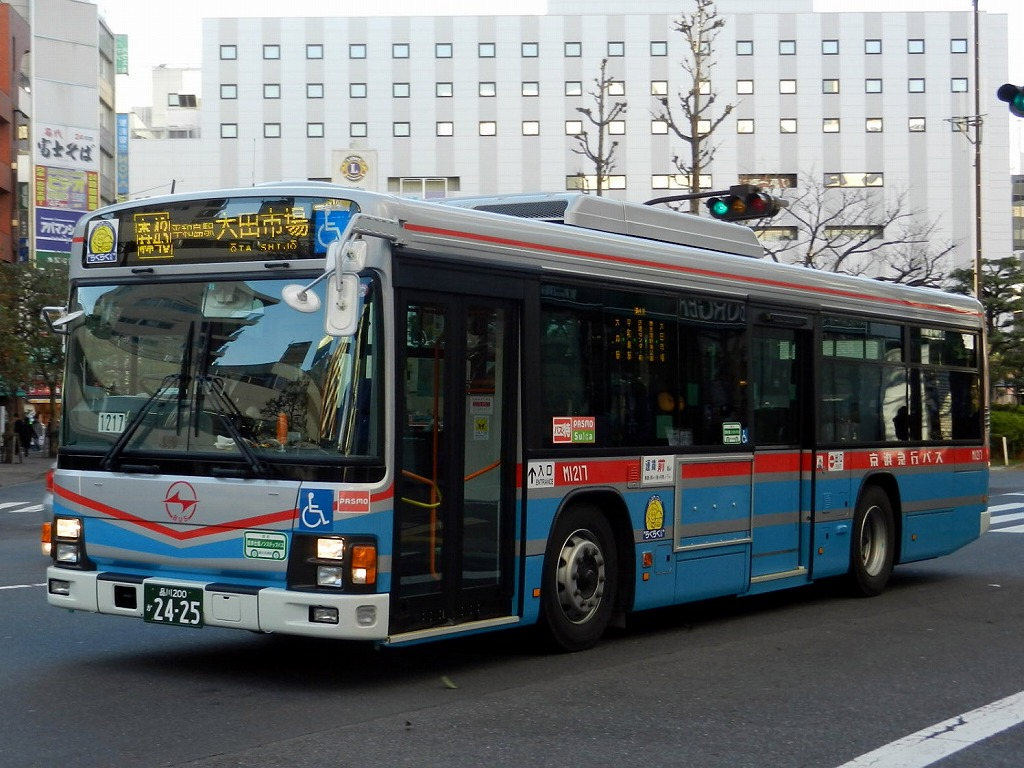
いすゞ・エルガ M1217
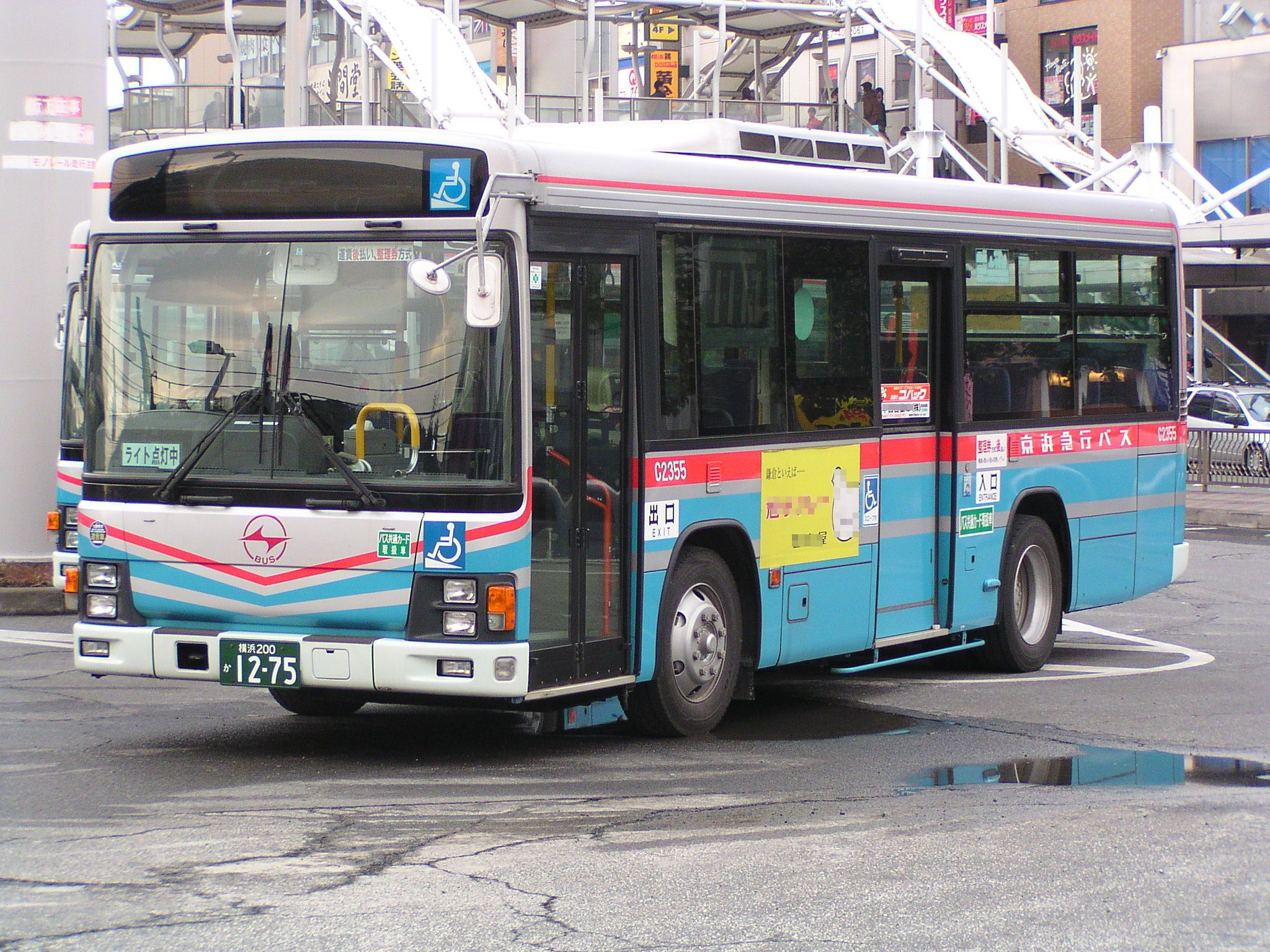
いすゞ・エルガLT 大型ショート車 C2355（除籍済）
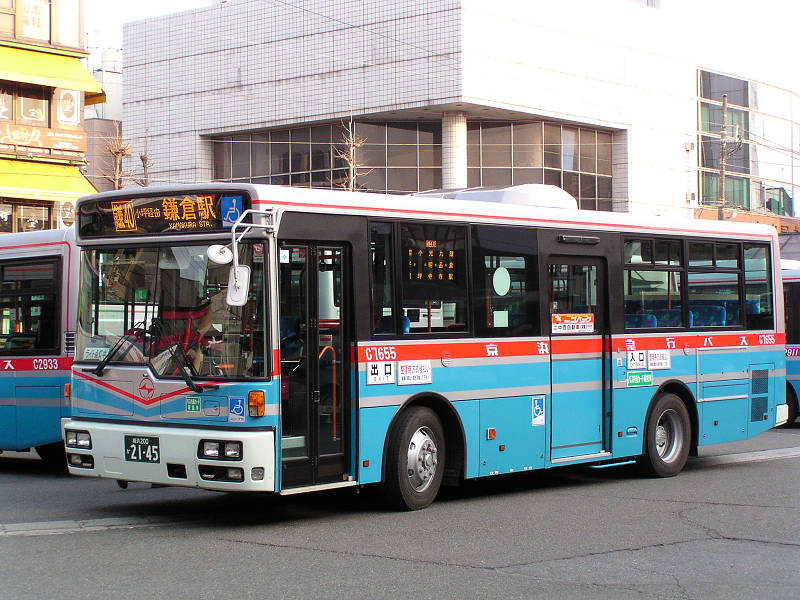
日産ディーゼル・RP 大型ショート車 C7655（除籍済）
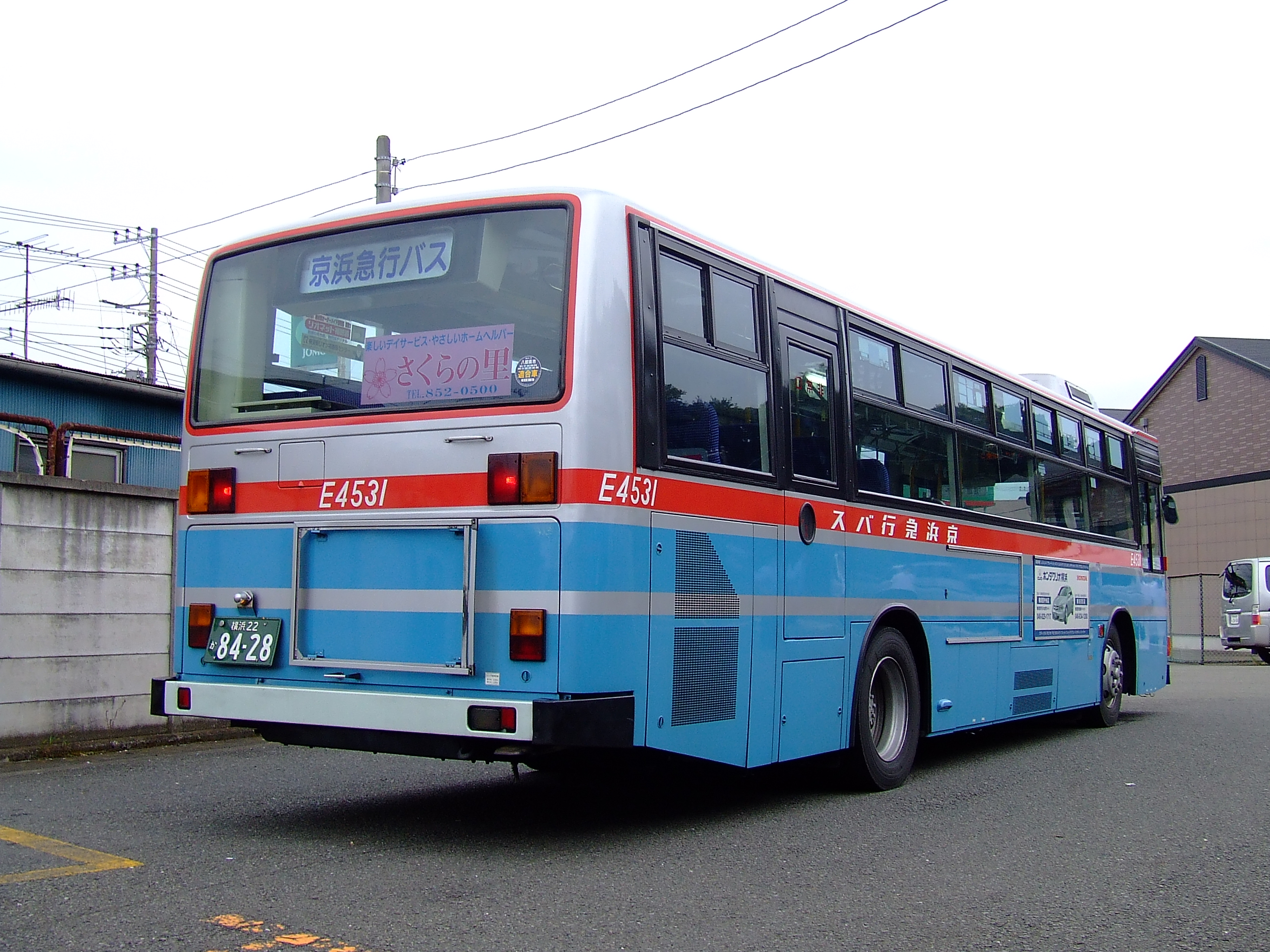
路線車後部の塗りわけ E4531（除籍済）

#### 小型車
日野・リエッセやポンチョなど、社内で「マイクロ」と呼ばれる小型車も一部路線で導入されている。特定車や貸切登録車には、三菱ふそう・ローザや日野・リエッセII、日産・シビリアン、トヨタ・ハイエースコミューターなどの車種も用意され、大森や横浜京急能見台、横浜京急追浜などに配置されている。
1979年12月3日に横浜シティ・エア・ターミナル (YCAT) が開業したが、当時のYCATはポートサイド地区にあり横浜駅からは離れていた。そのため京急は翌1980年5月11日から横浜駅東口とYCATを結ぶ直行バスを運行開始した。この際にシャトルバス専用車両として日産自動車製マイクロバスの初代シビリアン（1980年式、K-GHYC341、H8020号車ほか1台）が2台用意された。シビリアンは導入当初は青色だったが、赤白で「K.H.K.」のロゴマークが入った貸切塗装（旧塗装）に塗り替えられ、車体側面後方には「YCAT」の文字も書かれた。

さらに、旧羽田空港駅（1956年開設、1991年休止、1993年正式廃止。現在の天空橋駅）が羽田空港から離れていたことから、羽田空港の沖合移転計画が具体化した1980年代には、狭い駅前広場に入れるマイクロバスで羽田空港駅と空港ターミナルを結ぶ連絡バス輸送を開始。専用車としていすゞ・ジャーニーQが採用され、1984年にP-MR112F（H2448号車など）が導入された。しかしこの車両は1扉だったことから、1988年には前後2扉のP-MR112D（H1809号車など）に代替された。1988年式車は専用塗装が施され「KEIKYU Beagle（京急ビーグル）」の愛称が付されたが、のちに赤白の貸切塗装に塗り替えられた。1988年式「KEIKYU Beagle」の車両は廃車後、上電観光バス（現：上田バス）に譲渡され、ほぼ京急時代の赤白塗装のままで別所温泉 - 大学前駅の循環バスに使用された。
1995年10月16日、京急では初のデマンドバスとして鎌倉営業所管内で運行開始した「京急ポニー号」では、同年8月に発売されたリエッセが専用車として5台（C4544～C4548）導入されたが、これはリエッセの路線バスとしての日本初の稼働例である（武蔵野市コミュニティバス「ムーバス」の運行開始は同年11月26日）。

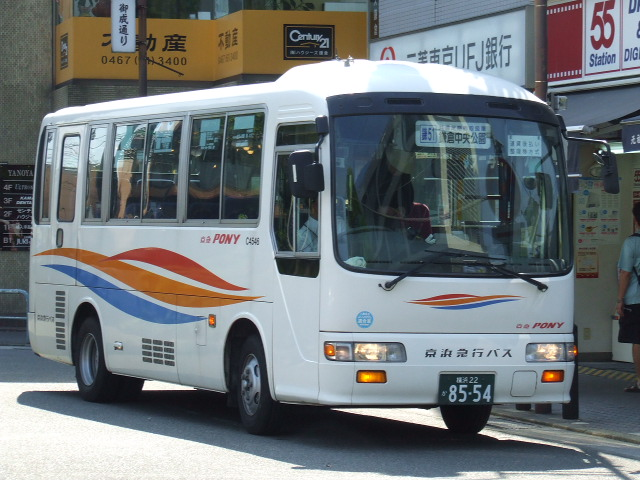
日野・リエッセ 京急ポニー号の初代車両 C4546（除籍済）
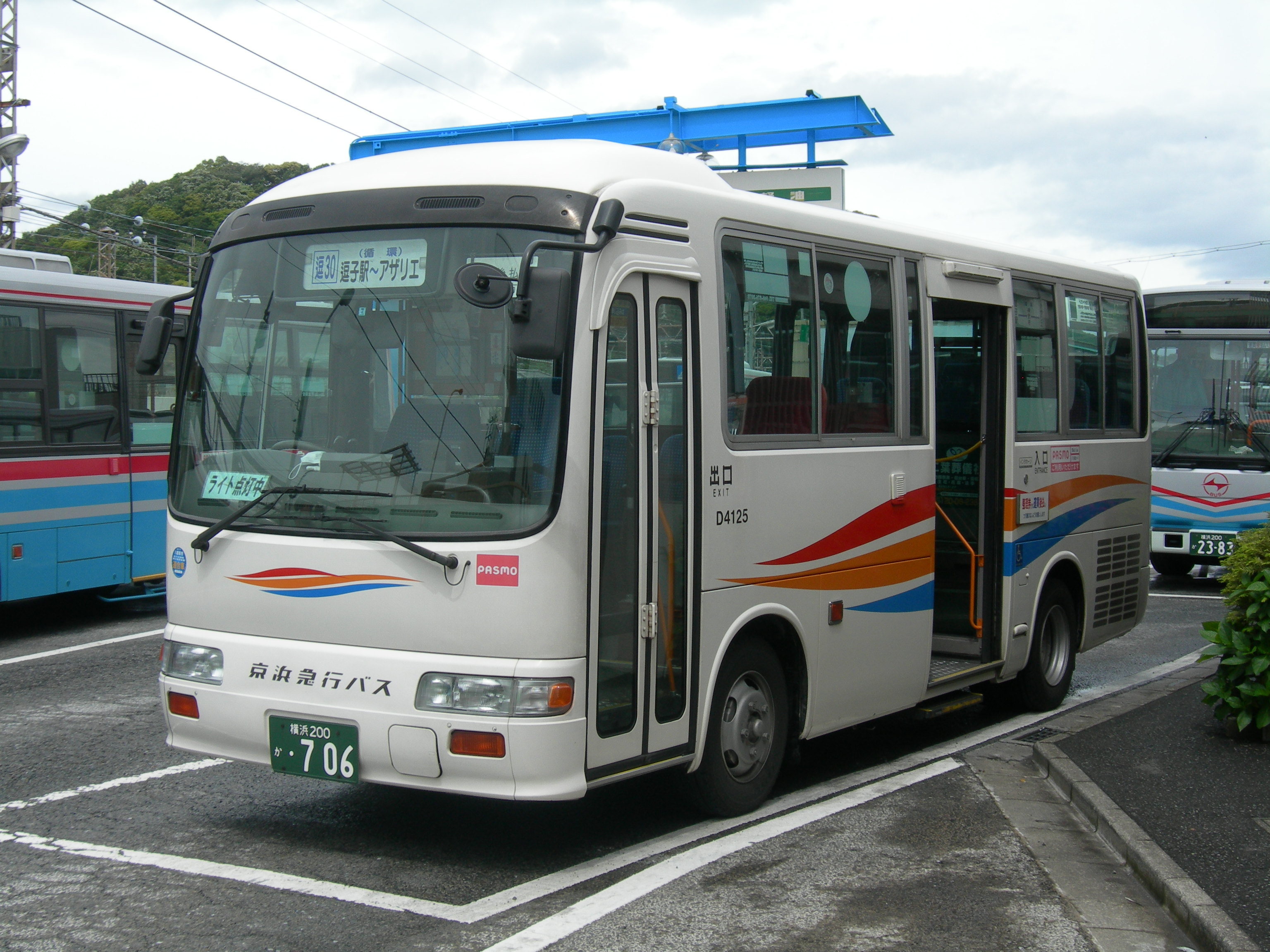
日野・リエッセ 逗子営業所の車両 D4125
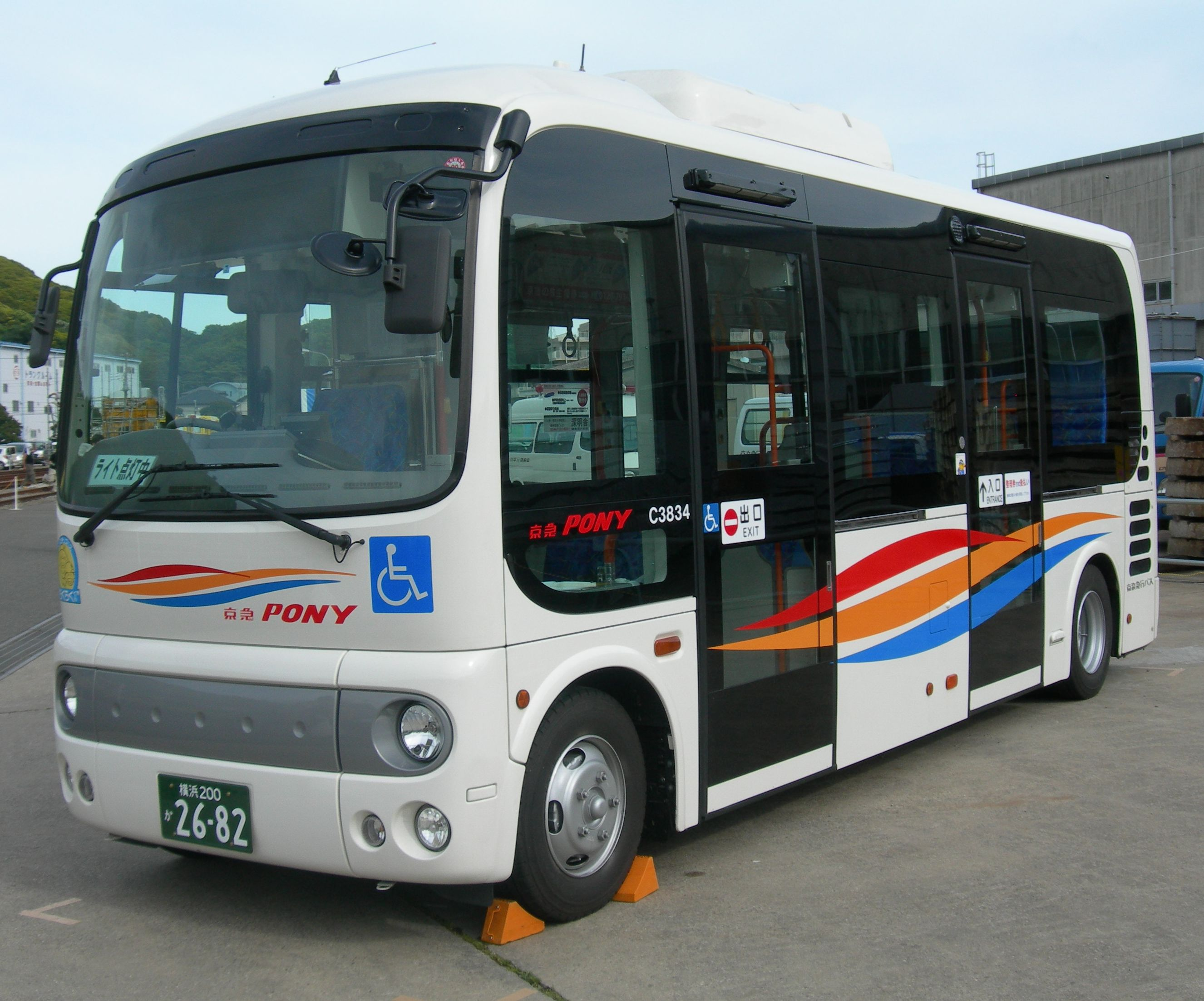
日野・ポンチョ 京急ポニー号 C3834
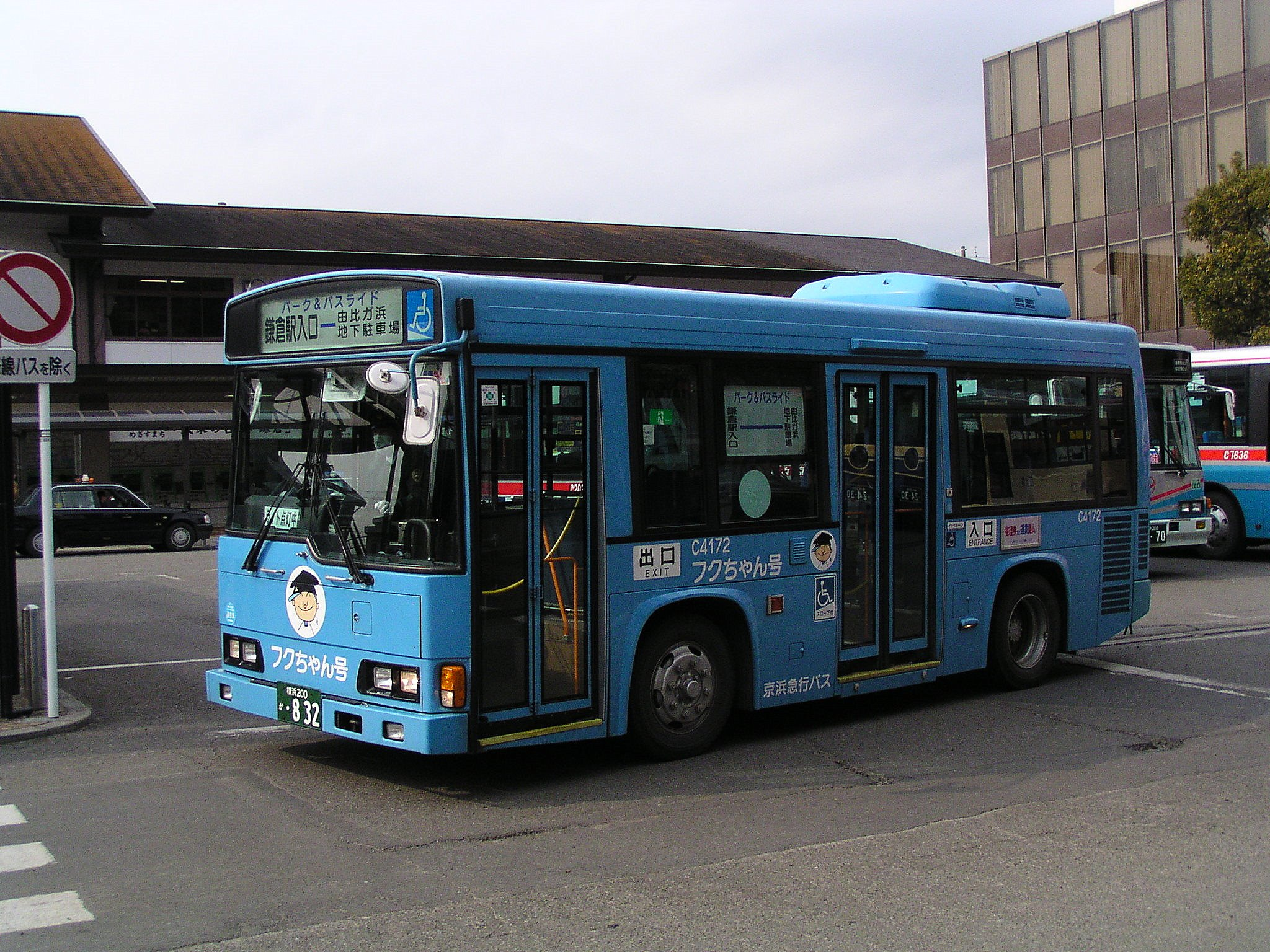
日野・レインボーHR（7m車） フクちゃん号 C4172

### 特徴的な仕様

#### 京急型ワンステップバス

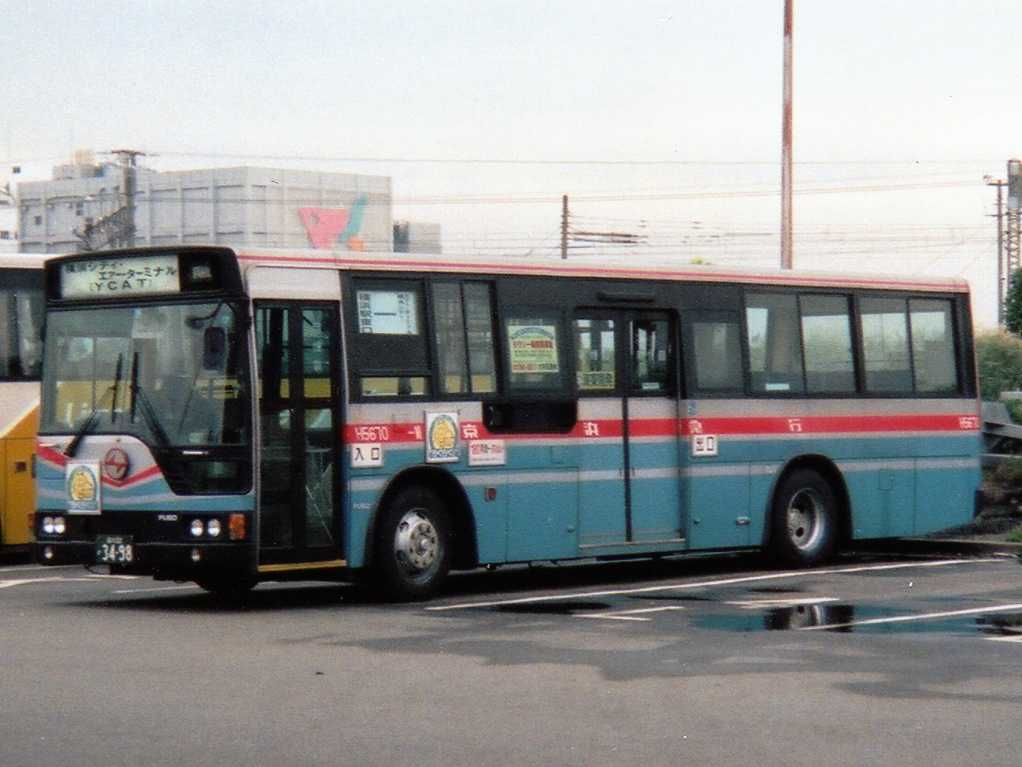
試作ノンステップバス・スーパーワイドドア車
三菱ふそう・エアロスター
H5670（除籍済）

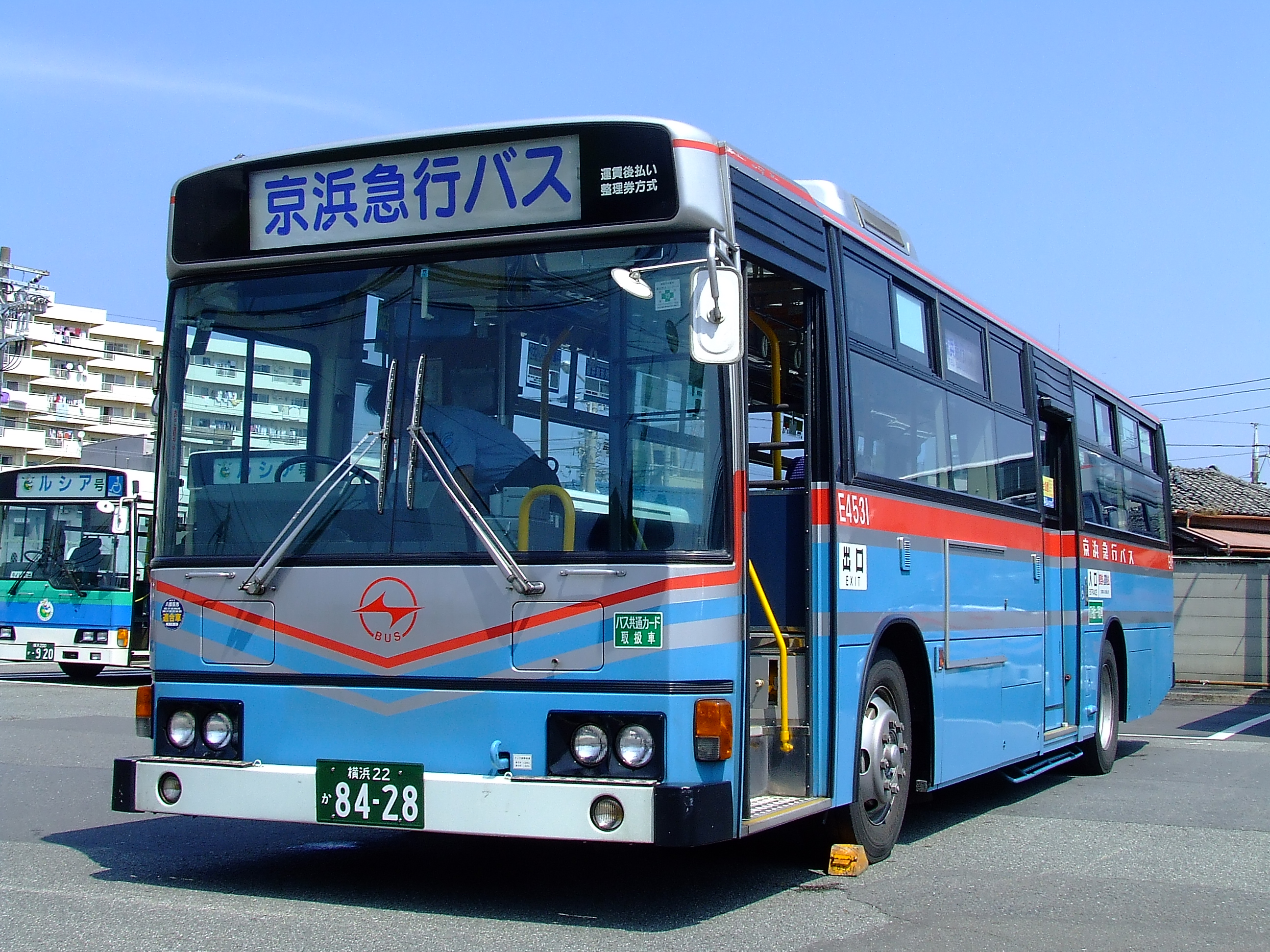
京急型ワンステップバス
日野・ブルーリボン
E4531（除籍済）

京急では路線バスの低床化に早い時期から積極的に取り組んできたことが特筆される。
三菱自動車工業と名古屋鉄道（現：名鉄バス）が1984年11月に共同で試作した初のワンマン運転対応の本格的なノンステップバス（P-MP218M改）を、名鉄で好評であったことから、1986年に1台導入し羽田営業所に配置（H5670号車）。関東では初導入である。なお、H5670号車は京急仕様のスーパーワイドドア車で導入された。このノンステップバスは高価な試作車であったため普及には至らなかった。
1988年に日野自動車とワンステップバスを共同開発し、日野・ブルーリボンツーステップをベースに安価なワンステップ車の量産と普及を試みた。これは「京急型ワンステップバス」と呼ばれ、その後のワンステップバスの構造はほぼ京急型ワンステップバスがベースとなっている。
なお「京急型ワンステップバス」は京浜急行電鉄が提唱した呼称であり、京浜急行バスの公式ウェブサイトにも記載されていた。
日野自動車以外の各メーカーも同種の車両を製造し、当初は改造扱いであったが正式に型式認定され、ワンステップバスの普及に大きく貢献した。各社の京急型ワンステップバス車種は以下のとおり。
- 日野・ブルーリボン#リフト付超低床バス・京急型ワンステップバス
- 三菱ふそう・エアロスター#京急型ワンステップバス
- いすゞ・キュービック#前中ワンステップバス（LV2/3系）
- 日産ディーゼル・スペースランナーA#U-UA440・510・520A系

これらの車両は各営業所に配置されたほか、京急グループの川崎鶴見臨港バスでも使用され、のちのワンステップバス市販化に大きな影響を及ぼした（#車両の節も参照）。

#### スーパーワイドドア

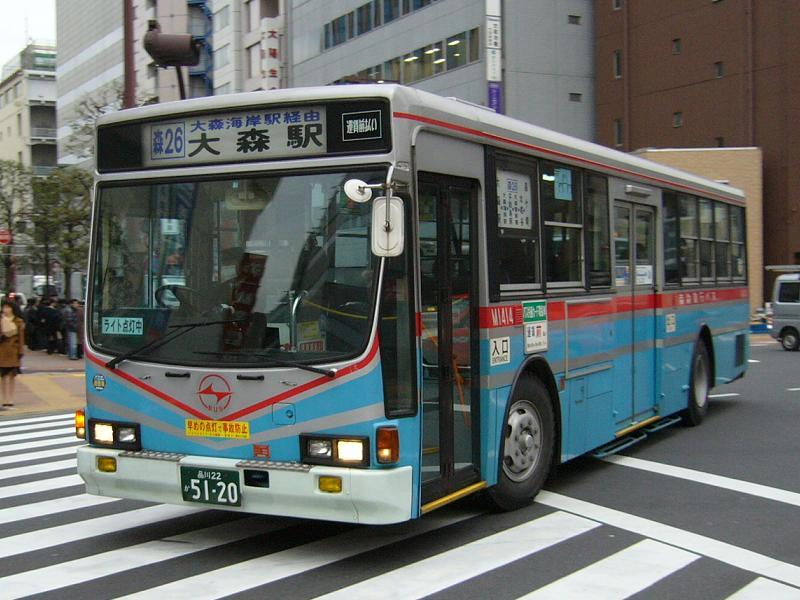
スーパーワイドドア車
いすゞ・キュービック
M1414（除籍済）

過去の珍しい独自仕様としてスーパーワイドドア車が挙げられる。これは乗降時間短縮のため、中扉2枚をワイドにして両開きにしたもので、日本で唯一の本格採用例である。
1983年度以降、日野自動車を除く3メーカーの車両が大森営業所に配置された。当初はUD車のみであったが、1988年度以降はいすゞを中心に三菱ふそうを導入し、UDは1993年度の2台が最後となった。このほか追浜にもUD車2台が配置されたが、これらは1989年に大森へ転属している。
スーパーワイドドア車の中には京急での除籍後、那覇バスや関東自動車へ移籍して使用された車両も存在する。
その後、4枚折戸が普及したことから、京急の車両も4枚折戸へと移行していった。2000年以降は、都内営業所や横浜市内営業所では原則としてノンステップバスのみの導入になり、4枚折戸から引戸へ移行した。その他の神奈川県内営業所および横浜市内の能見台営業所では後乗り前降りの路線が大半で、4枚折戸を採用するメリットが一部路線を除き薄いため、久里浜営業所と三崎営業所に長尺ワンステップの4枚折戸車が配置されているのみとなっていたが、すでに全車除籍されている。

#### りんどう号
ファンタスティックバスは、鎌倉営業所に所属の「りんどう号」で、日野自動車のシャーシを東京特殊車体で架装していた（すでに廃車され、函館バスと奈良交通に売却されている）。
2008年度には2代目りんどう号が導入されたが、これは日野・レインボーIIノンステップをベースにオートサービス関西で改造された車両である。

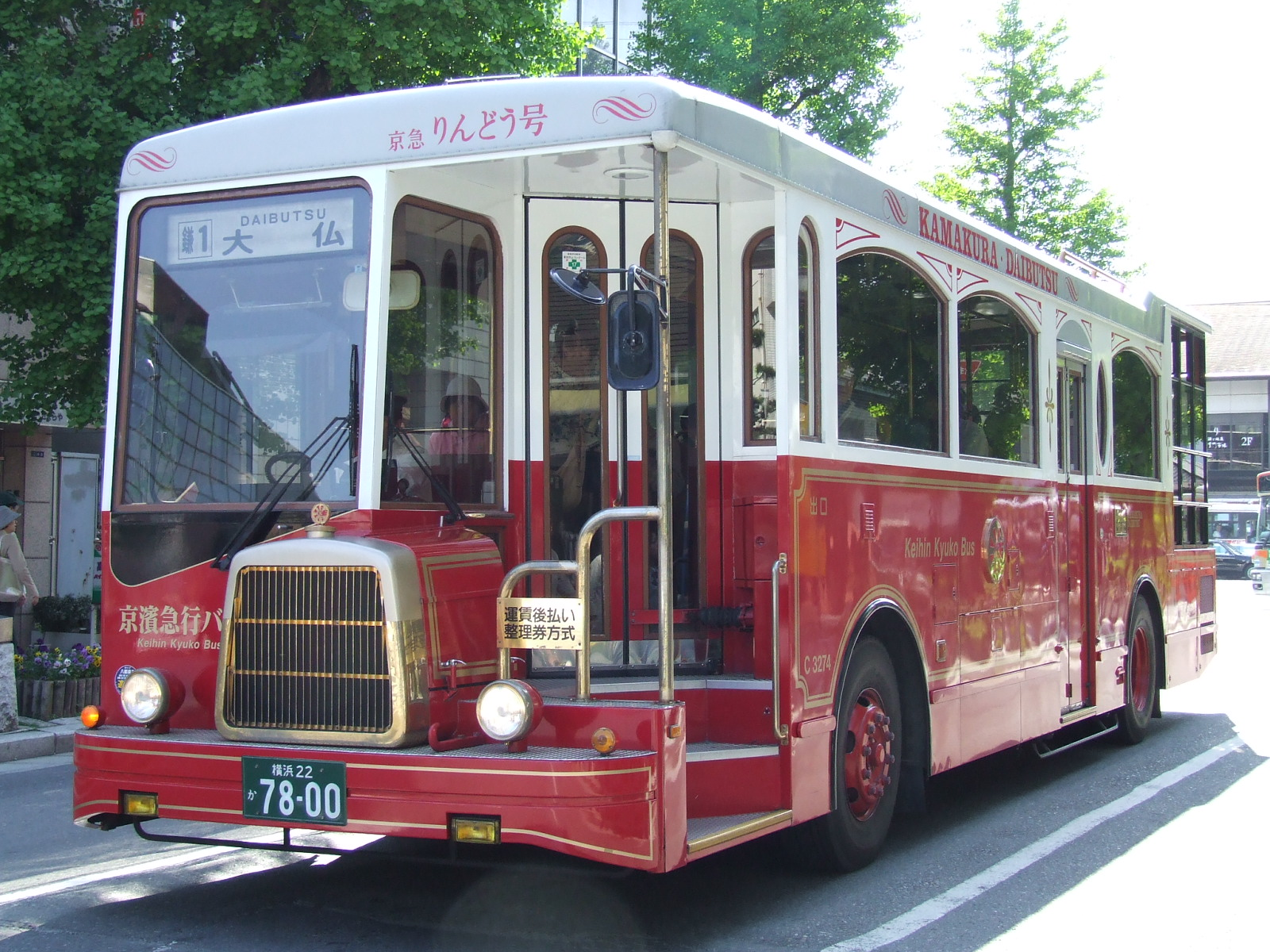
初代りんどう号 C3274（除籍済）
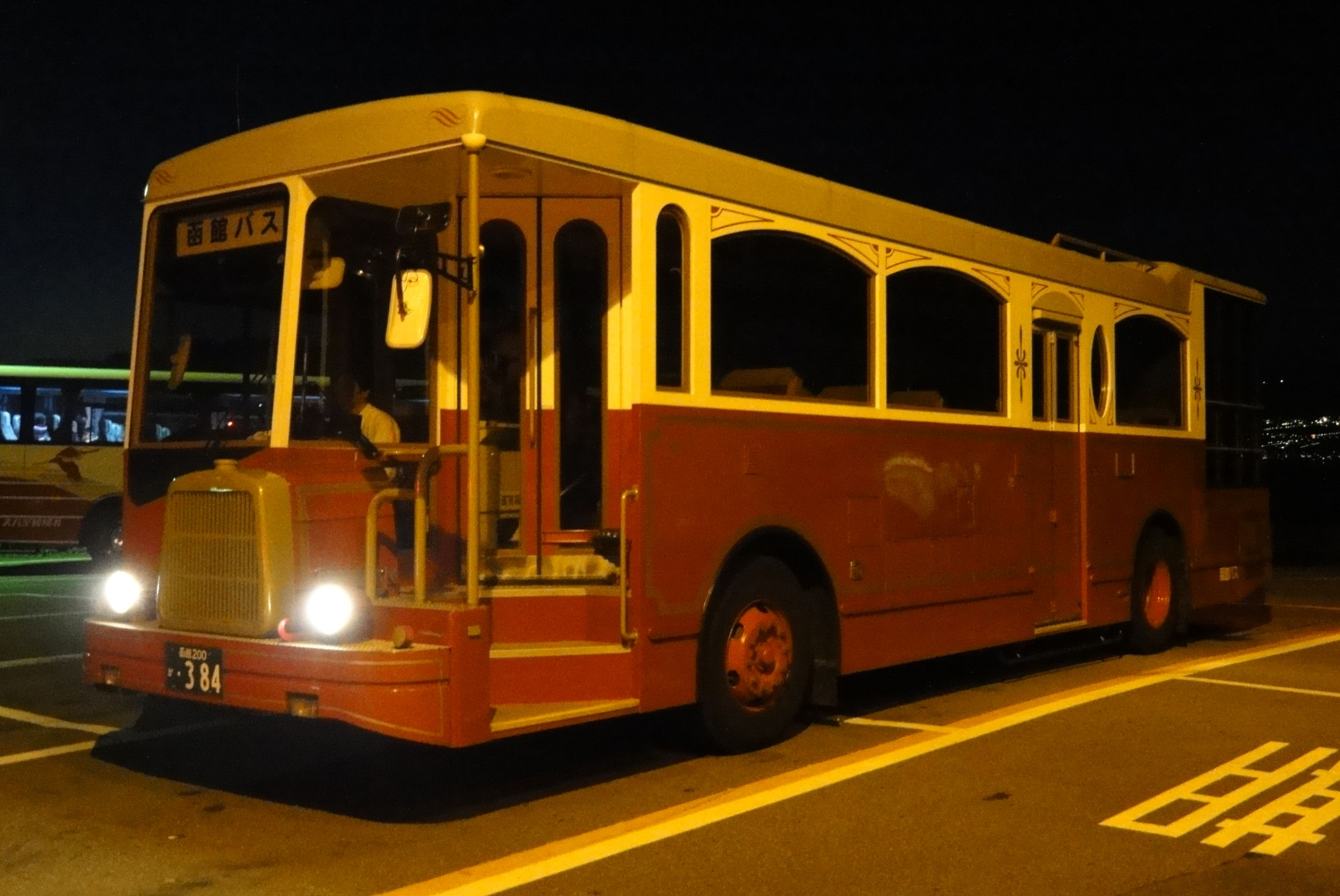
函館バス譲渡後の初代りんどう号
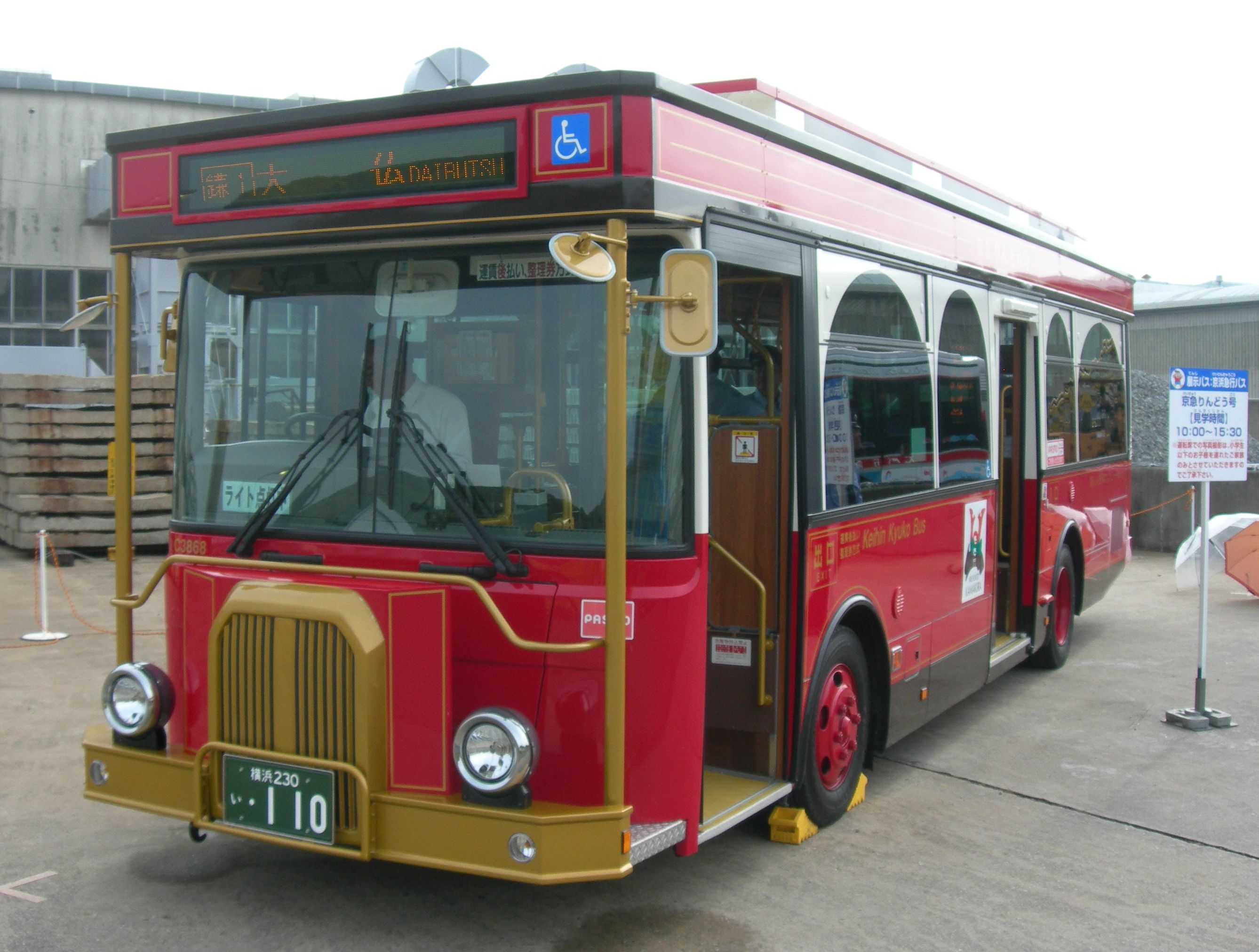
2代目りんどう号 C3868

#### その他の仕様
現在はメーカーの標準仕様に近い車両を投入することが多くなったが、かつては珍しい仕様が多々見られた。
路線車は後部標識灯は標準の物のほかに、下部に上がウインカー、下がブレーキー灯の角型の物が左右に1個ずつ付けられていた。
モノコック末期からスケルトンボディ初期に、いすゞ車や日野車で、上の蛍光灯を斜めに設置する例が見られた。また、三菱ふそうのモノコック末期のワンロマ車はフィンガーシフトを採用していた。
1984年頃から、停留所の着発時や右左折時、狭い道路や通行量が多い道路の走行時などに注意促進のため、レゾナント・システムズ製ウィンカーチャイム（右左折警報音）を装備している。「キンコン、キンコン」という音が鳴るもので、京浜急行バスの特徴の一つとなっており、グループ会社の川崎鶴見臨港バスのほか、近年では相鉄バス、東急バス、西武バスなどでも同様の音色のものが採用されている。
1980年代以降の路線車において、ワンロマ車は標準床、一般車は低床タイプが選定されていた。90年代に入り、低天井化を目的に、低床シャーシに標準床ボディを組み合わせる仕様となった。他社の一般的な車両に比べてシャコタン（車高短）に見えるのはそのためである。
久里浜営業所の一般路線車は独自仕様として、車体側面の裾部に白色の反射テープを装備している。これは久里浜営業所から大森や衣笠などの営業所に転出した車両もそのままであるため、久里浜営業所からの転属車であることが一目でわかる。
2008年以降に導入の新車は、緑色に着色したスモークガラスを採用している。
2011年の導入車から、大型車のホイールがISO基準の10個穴になるなどのマイナーチェンジがあり、車内では三角形の吊革を採用した。三角形の吊革は新車だけでなく既存車両の更新工事でも採用されることになり、年々割合が急速に高まっている。三角形の吊革は2010年導入の羽田空港シャトルバス用車両（三菱ふそう・エアロスターノンステップ車）で初めて採用され、一般車両は2011年以降導入の新車や更新工事車で本格採用となった。持ち手は東急バスと同じおにぎり型が多いが、角ばった形状のものを装備する車両もある。三角形の吊革は、親会社の京浜急行電鉄では2100形電車車内の一部箇所で採用例があるのみである。

### 社番
| F      | 2        | 0    | 23       |
| ------ | -------- | ---- | -------- |
| 営業所 | メーカー | 年式 | 固有番号 |

京浜急行バスでは、登録番号（ナンバープレート）の他に、自社で車両を管理するための固有番号として社番を付与している。所属営業所（および用途）を示すアルファベット記号と、原則として4桁の数字で構成される。付番法則は以下のとおり。
最初のアルファベットは営業所記号を表す。アルファベットについては#現行営業所を参照。
- Nは分離子会社の営業所[58]
  - NH - 羽田京急バス東京営業所[58]
  - NY - 横浜京急バス杉田営業所[58]
  - NB - 湘南京急バス堀内営業所[58]
- KK - 京急観光バス（夜行高速車のみ）[要出典]

営業所記号の前に用途記号のアルファベットが付くこともある。
- S - 貸切車[57]（「SNH5649」のような形になる）
- T - 特定車[57][58]（「TNH5103」のような形になる）
- 観光バスセンター所属の貸切車にはアルファベット記号が付されなかった[57]。1997年度末の羽田営業所への統合に伴い改番された[57]。

数字の最初の1文字目はメーカーを表す。最初の1文字は以下のとおり。
- 1・2 - いすゞ自動車[57][58]
- 3・4 - 日野自動車[57][58]
- 5・6 - 三菱ふそうトラック・バス（三菱自動車）[57][58]
- 7・8 - 日産ディーゼル工業（UDトラックス）[57][58]、日産自動車[57][58]
- 9・0 - トヨタ自動車[要出典]

2000年代まではこの法則通りに付けられていたが、UDトラックスのバス製造撤退に伴い、最終年次となった2010年に納車された車が全車除籍された2023年以降は国内主要メーカー以外から購入した車が「7・8」を付されることになった。例として、2023年に中華人民共和国のBYDから調達した小型電気バスは「Y8301」「Y8302」という社番を付けられ、杉田営業所に納車された。
次の2文字目は、年式の西暦末尾1桁となる。
メーカーを表す数字の奇数・偶数は10年ごとに入れ替わる。西暦末尾が5の年から入れ替わる。このため20年間は社番が重複しない仕組みになっている。1985年以降は以下のとおり。
- いすゞ自動車
  - 1：1985年式 - 1994年式、2005年式 - 2014年式
  - 2：1995年式 - 2004年式、2015年式 -
- 日野自動車
  - 3：1985年式 - 1994年式、2005年式 - 2014年式
  - 4：1995年式 - 2004年式、2015年式 -
- 三菱ふそう
  - 5：1985年式 - 1994年式、2005年式 - 2014年式
  - 6：1995年式 - 2004年式、2015年式 -
- 日産ディーゼル
  - 7：1985年式 - 1994年式、2005年式 - 2011年式
  - 8：1995年式 - 2004年式

末尾の2桁は固有番号である。固有番号と実際の導入順は必ずしも一致しない。
京急観光バスでは3桁数字（シート配列+固有番号2桁）の社番を使用していた。東洋観光では3桁数字（車両の大きさ+年式1桁+固有番号）の社番を使用している。川崎鶴見臨港バスでは、京浜急行バスとは異なる独自の付番法則を採用している。詳細は各社の車両記事を参照。

### 羽田空港連絡バスにおけるハイブリッドバスの運行
2008年（平成20年）2月16日から2月29日まで、羽田京急バスが日本空港ビルデングより受託運行している羽田空港ターミナル間無料連絡バスにおいて、国土交通省の「次世代低公害車開発推進プロジェクト」にあたる非接触充電システム（英語版）を使用した、日野・ブルーリボンシティIPTハイブリッドバスが運行された。洞爺湖サミットを控え、国土交通省が次世代低公害車のリサーチおよび関係各国へのアピールをするための政策の一環である。こちらの車両は車番がNH3799であり、98がいない中で特殊な車番が用いられたが、メーカーからのリース車両であり既に返却されている。走行用バッテリーの充電システムは羽田京急バス東京営業所（現・羽田営業所）に仮設されていた。
また同時に「次世代低公害車開発推進プロジェクト」により、羽田空港内の無料連絡バスにはハイブリッド車（三菱ふそう・エアロスターエコハイブリッドと日野・ブルーリボンシティハイブリッド）2台が投入され、2008年（平成20年）1月31日より運行を開始した。同年7月にエアロスターエコハイブリッドを2台追加で導入、2010年（平成22年）5月現在ではブルーリボンシティ1台、エアロスター4台が就役していた。車両導入に際しては国土交通省や東京都から補助金を受けている。エアロスターは不調が続いたことから早期に置き換えられ、2015年（平成27年）10月現在ではブルーリボンシティに統一されていたが、2016年（平成28年）3月には日野・新型ブルーリボンハイブリッドが1台投入された。これに伴ってブルーリボンシティのうちNH3801号車が一般路線に転用されている。

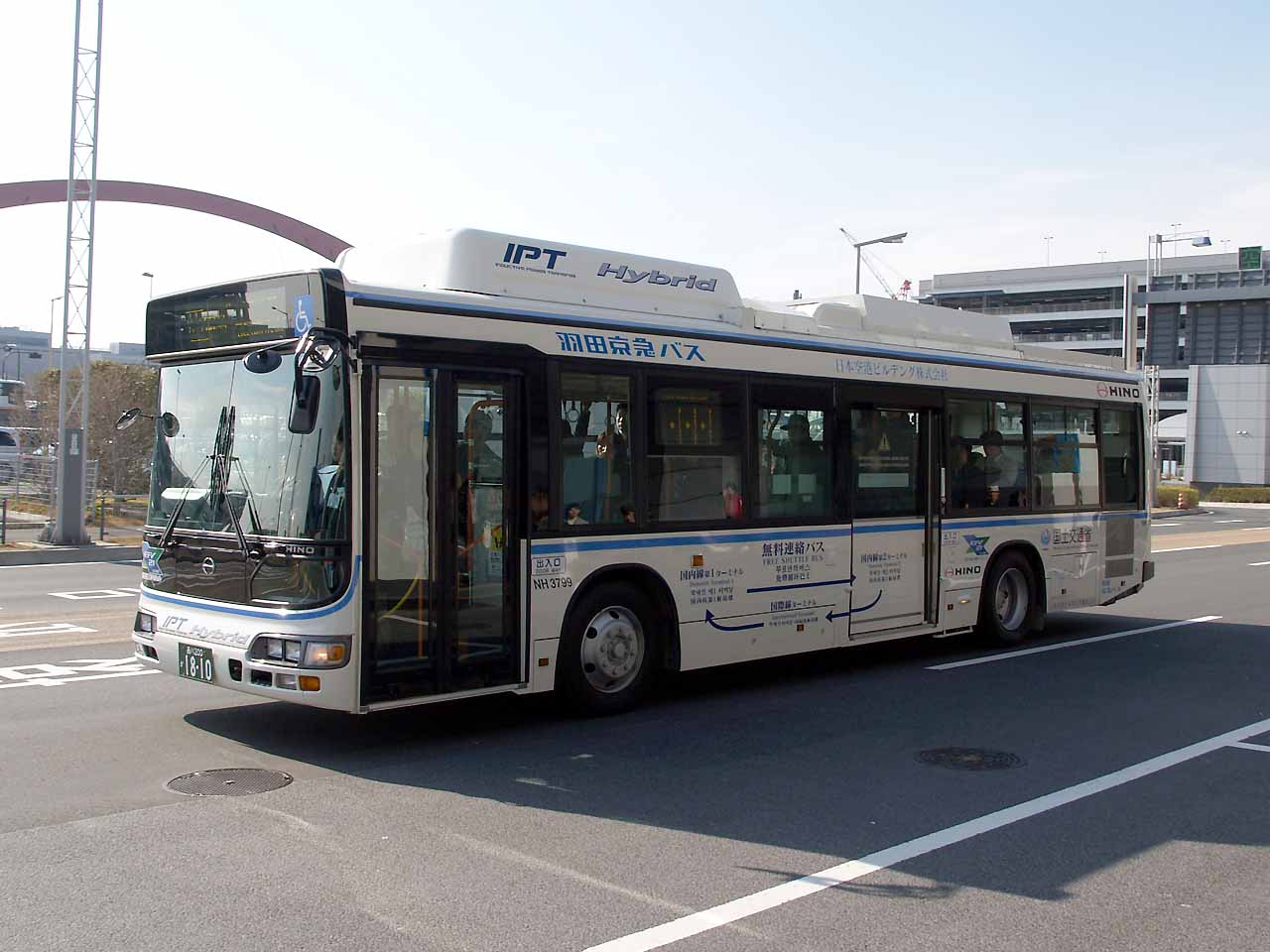
日野・ブルーリボンシティIPTハイブリッド(NH3799)
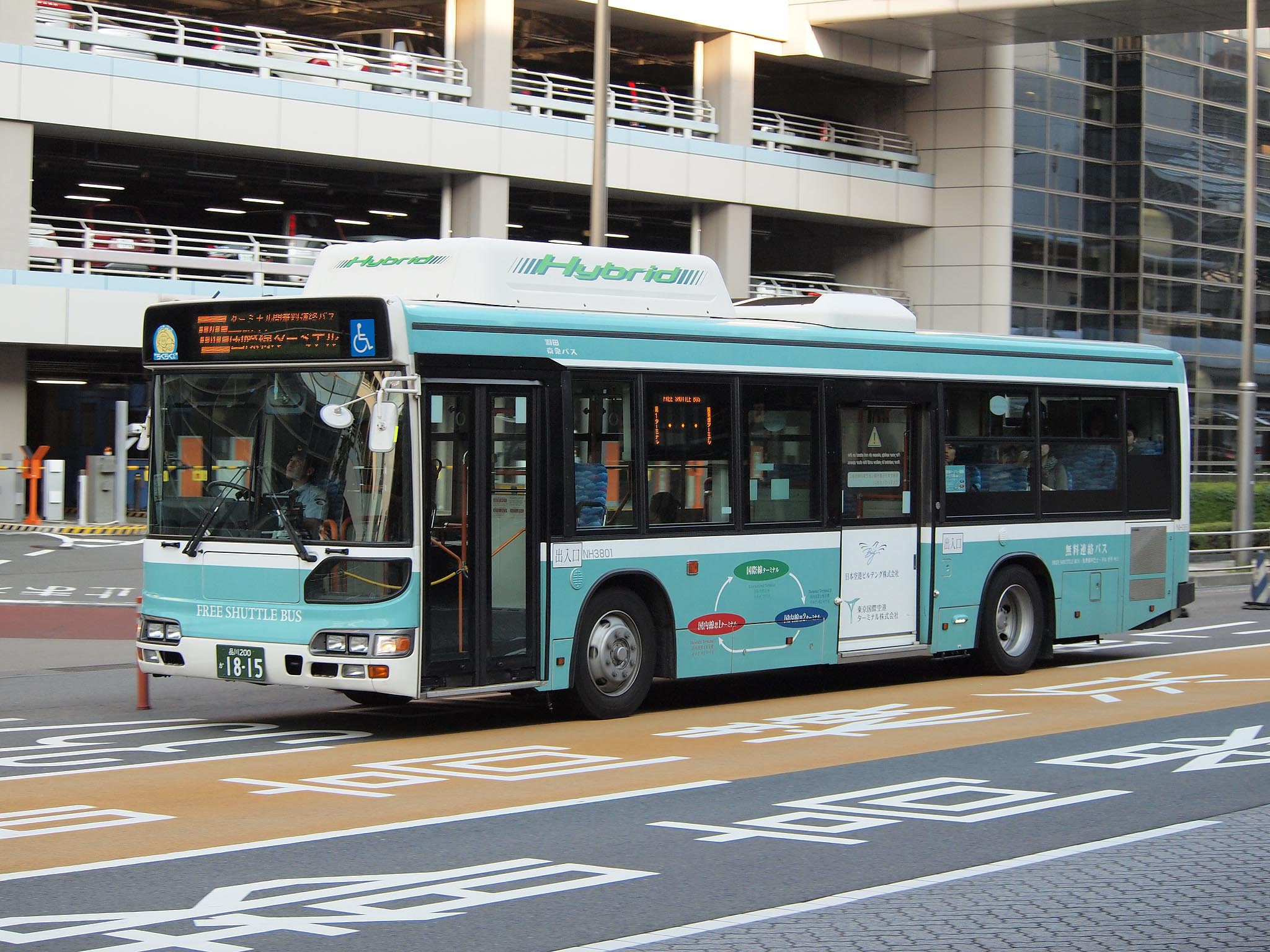
日野・ブルーリボンシティハイブリッド(NH3801)
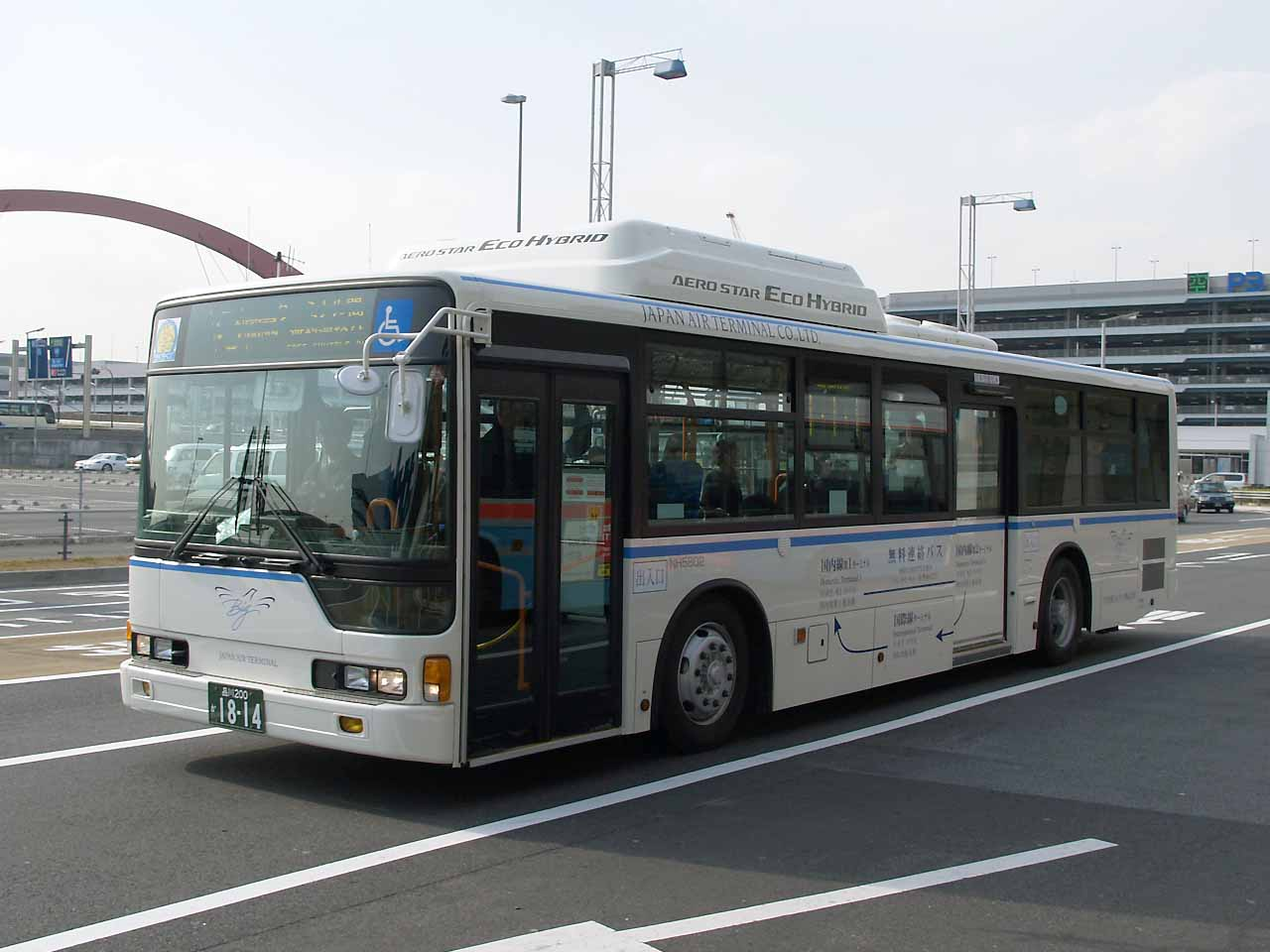
三菱ふそう・エアロスターエコハイブリッド(NH5802)

### 廃車車両の譲渡
京浜急行バスで役目を終えた車両の多くは、日本国内の地方事業者に譲渡されて引き続き使用されている。神奈川中央交通や小田急バスなどと同様に、古くから全国の地方事業者に廃車車両を供給しており、譲渡先は北は北海道から南は沖縄県まで広範囲に存在する。神奈川県を含めた首都圏が自動車NOx・PM法による排出ガス規制強化地域に指定された2000年以降はさらに増加している。
青森県の南部バスには多数のいすゞ車が移籍している。近年では沖縄県の那覇バス、琉球バス交通、北海道の函館バス、北海道中央バス、ジェイ・アール北海道バス、岩手県の岩手県交通、熊本県の九州産交バス、熊本電鉄、熊本バス、熊本都市バスへの譲渡が特に多いほか、これまで京急中古とは無縁だった事業者（富士急行グループ、北陸鉄道グループ、松江市交通局、広島交通、長崎県交通局、沖縄バスなど）への譲渡も増加している。
2016年には夜行高速バス「パイレーツ号」の東急トランセへの路線移管に伴い、新子安営業所と羽田京急バスに在籍していた高速バス用のエアロクィーンIが2台、東急トランセに移籍したことも特筆される。この2台は2005年度導入のNH5535・J5533号車（PJ-MS86MP）で、それぞれ東急トランセ下馬営業所のSI3560・SI3561号車となっている。
また、一部の車両はミャンマー・スリランカなど海外へも輸出されている。北朝鮮の経済特区・羅先特別市で京浜急行バスの譲渡車両が走ったという事例もある。

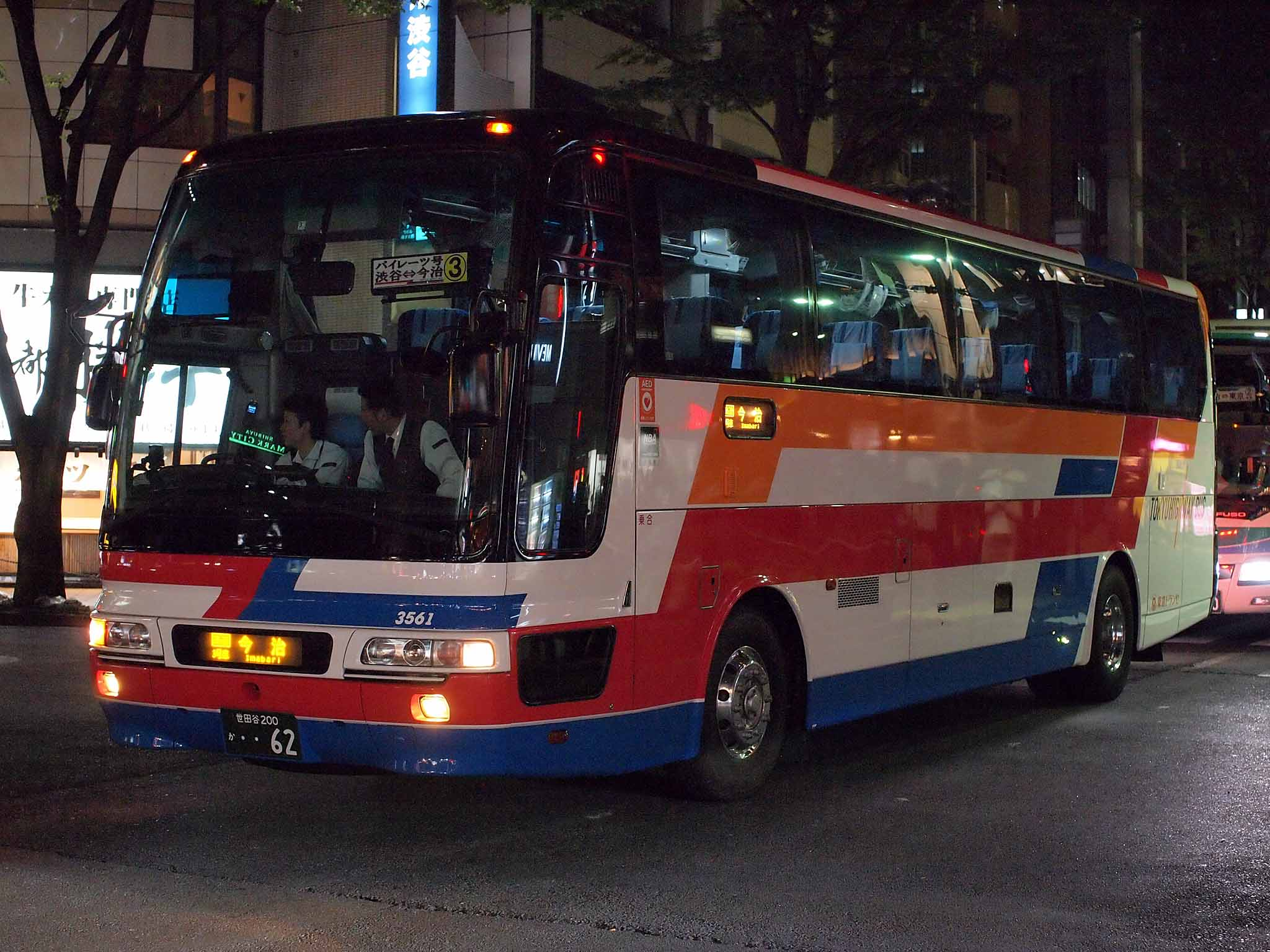
京浜急行バスから東急トランセへ譲渡されたエアロクィーンI（SI3561）

## 運賃・乗車券類

### 一般路線運賃

#### 普通運賃
- 基本的に東京都内と横浜市内（金沢区の一部を除くエリア）[63]は240円（現金・ICカード同額）・川崎市内は220円（現金・ICカード同額）、東京都内・川崎市内と羽田空港内の跨ぎ乗車は300円（現金・ICカード同額）、東京都内のうち都営バスと並走する特定区間のみ利用の場合は210円（現金・ICカード同額）[64]の均一運賃（前払いで前扉から乗車し中扉から降車）、その他のエリアでは乗車区間により運賃が異なる整理券方式・対キロ運賃（後払いで中扉から乗車し前扉から降車。ICカード利用の場合は中扉の読み取り機にタッチする）を採用している。対キロ運賃区間は最安で180円（ICカード178円）から最高で810円（現金・ICカード同額）まで設定されている。小児は通常運賃の半額、深夜バスは2倍となる。
- 羽田空港内の一部エリアと、大森駅、平和島駅からビックファン平和島への直行バスは、100円で利用できる。[65]。

#### 定期券
- 通勤定期券・通学定期券のほか、東京都内・川崎市内・横浜市内では近距離定期券や都区内全線定期券（羽田空港内を含む都内全線が乗り降り自由）、東京都内・川崎市内間の区間指定定期券、川崎市内均一区間内全線定期券、横浜市内全線定期券（横浜市内の220円均一区間が乗り降り自由。横浜市内でも対キロ運賃区間にまたがって乗車の場合は別途運賃を支払う）が発売されている。環境定期券制度も導入されている。
- 70歳以上を対象に、京浜急行バスの一般路線の全路線が乗り放題となる「ふれあいパス」を発売[66]している。この他、東京都シルバーパスが東京都内の一般路線で、横浜市福祉敬老乗車証が横浜市内の一般路線で利用できる。
- なお、共通定期券（京浜急行バス･江ノ電バス）とスマホ定期券（一般路線バス）については、2023年8月31日をもって発売を終了した（9月1日以降も有効期限内ならそのまま利用可能）[67]。

#### 企画券
- 京浜急行電鉄鉄道線と京浜急行バス全線（高速バス・空港連絡バスを除く）が利用できる『京急線・京急バス1日フリーパス』が2022年3月12日から利用開始。ただし、購入は泉岳寺駅を除く京浜急行電鉄の駅で、PASMOでのみ発売（京浜急行バス営業所やバス車内では発売しない）。有効期限は購入した時間から24時間となる（1月1日6時購入なら1月2日6時まで有効）[68]。
- 神奈川県内の一般路線を利用できる一日乗車券の発売は無いが、鎌倉市内の京浜急行バスや江ノ電バスの特定区間、江ノ島電鉄線の鎌倉駅 - 長谷駅間が乗り放題となる「鎌倉フリー環境手形」が大人570円、小児290円で発売されている。2013年10月1日の羽田空港 - 大船駅・鎌倉駅線の開業に伴い、同リムジン路線の片道乗車券と鎌倉フリー環境手形をセットにした「羽田鎌倉セット券」が発売開始された。
- 京浜急行電鉄が発売する割引乗車券にも路線バスを利用できるものがあり、「三浦半島1DAYきっぷ／三浦半島2DAYきっぷ」では三浦半島エリアの京浜急行バス指定区間が1日または2日間、「みさきまぐろきっぷ」では三崎エリアの京浜急行バスが1日間、「葉山女子旅きっぷ」（名称は「女子旅きっぷ」だが性別にかかわらず使用可能）では葉山エリアの京浜急行バスが1日間、それぞれ乗り降り自由となる。

##### 発売終了した乗車券
- 都内1日乗車券（2023年8月31日発売終了[67]）。
  - 東京都内の一般路線のみ利用できる「都内1日乗車券」（大人500円、小児250円）を大森営業所、羽田営業所、大森案内所と当該営業所のバス車内で発売していた。乗車券は紙式となっており、利用の際は利用日をコインで削ったうえで乗務員に見せる。羽田空港エリアを越えて利用（280円区間）の場合、1回の乗車毎に60円の追加運賃が必要。また、川崎市内では利用できないため、「空51」など、川崎市内にまたがって乗車の場合は通常運賃（220円、羽田空港内とまたがって利用の場合は280円）を支払わなければならなかった。また、「大森～羽田線」と「蒲田～羽田線」の早朝･深夜便も利用できなかった（差額を払っても利用不可）。

#### 福祉優待制度
- 横浜市が発行する福祉特別乗車券や川崎市が発行するふれあいフリーパスなどといった障害者用福祉乗車証は本人に限り無料で利用可能。身体または知的第一種障害者の介護者は手帳を提示すると割引運賃が適用される。

## プリンセスラインの商標問題
大阪府寝屋川市のプリンセスライン株式会社が、2009年内の一時期「京急バス株式会社」という商号を用いていたが、資本および人材も含めて一切の関係はない。
プリンセスラインは1983年1月25日に「セレモニー観光」として設立した貸切バス事業者だったが、2005年3月31日から京都市内で路線バス「プリンセスラインバス」の運行を開始し、乗合バス事業に参入した。赤い車体がトレードマークで、この塗色は現在も使用されている。
同社は2009年4月6日に「京急バス株式会社」（「京都急行バス」を省略したもの）へ社名変更した。これに対して、京浜急行電鉄は「京急」を商標登録しているため商標権の侵害として抗議し、「混同のおそれもあり、京急ブランドを維持するため」として同社に社名変更を求めた。また京浜急行バスも自社サイトで無関係である旨を告知して注意喚起した。

同社社長は新聞社の取材に対し「営業地域が違うので大丈夫だと思った。商標登録までしているとは知らなかった」と語ったが、抗議を受けて2009年6月13日に社名を再変更すると発表。新社名は「京都急行バス」となった（2009年7月から8月頃に社名変更）。同社はその後2015年に「プリンセスライン株式会社」に再度社名変更している。